# Skulpturen und Plastiken um Schloss Schönbrunn

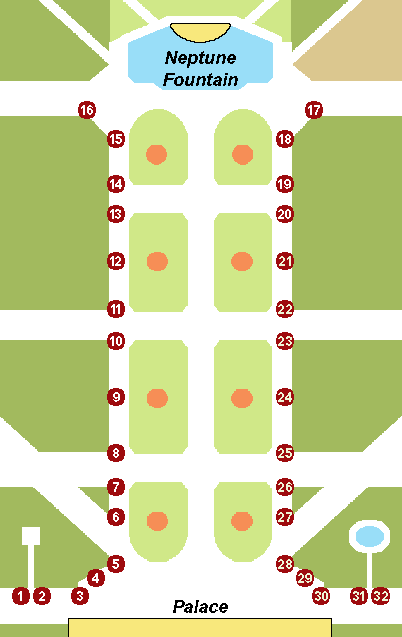
Orientierungsskizze des Großen Parterres von Schloss Schönbrunn

Das Gros der Figuren im Schlosspark Schönbrunn und in seiner unmittelbaren Nähe befindet sich am Rand des Großen Parterres und wurde in der Zeit von 1773 bis 1780 unter der Leitung von Johann Christian Wilhelm Beyer großteils in seinem Atelier geschaffen. Nahezu ebenso viele Figuren, oft von denselben Künstlern geschaffen, sind über den restlichen Park verteilt.

## Mythologie zu den Steinfiguren
Wilhelm Beyer schrieb 1784 in seinem Aufsatz „Die neue Muse oder der Nationalgarten“:

„Freylich werden auf diese Art angebrachte Statuen dem Pöbel, der keine Kenntniß von Mythologie hat, kein feines und beziehendes Gefühl erwecken: aber den aufgeklärten Theil der Nation, auf den Kunstfreund und Kunstgönner werden und müssen sie einen angenehmen, reizenden Eindruck machen.“

Wesentlicher Bestandteil dieser Mythologie ist Homers Ilias Der Krieg um Troja und Vergils Aeneis.
Beatrix Hajos schreibt in ihrem Buch:

„Die Darstellungen aus dem trojanischen Sagenkreis gehen von der Vorstellung aus, dass die Zerstörung Trojas durch die Griechen und der Aufstieg Roms den Absichten der Götter entsprach, weil sie ein neues, auf Gottesfurcht und Tugend gegründetes Reich schaffen wollten. Die Grundlage dafür ist Vergils ‚Aeneis‘, das Nationalepos der Römer, welches 29–19 v. Chr. in der Zeit des Kaisers Augustus verfasst wurde und den Staatsmythos des Römischen Reiches formuliert. In der ‚Aeneis‘ verspricht Jupiter, dass die Nachfahren des Aeneas über ein die ganze Welt umfassendes Reich herrschen würden. Das Epos erzählt die Geschichte des frommen Helden Aeneas, der mit seinen Getreuen aus dem brennenden Troja geflohen ist und auch die Götterbilder seiner Heimat mit sich genommen hat. Er muss eine lange Irrfahrt überstehen, bevor er Italien erreicht. Sein Sohn Ascanius nannte sich später Julus (abgeleitet von ‚Ilion‘, dem zweiten Namen seiner einstigen Heimat Troja) und wurde der Stammvater des Geschlechts der Julier, aus dem später Julius Cäsar hervorging und dem auch Kaiser Augustus durch Adoption angehörte. So wurde Aeneas zum Stammvater der römischen Caesaren.“

## Die Marmorstatuen am Großen Parterre
- Für die Beschreibung dieser 32 Statuen wurden sie im Uhrzeigersinn nummeriert, links des Schlosses beginnend (siehe obige Skizze). Diese Nummerierung entspricht der von Beatrix Hajós, deren maßgeblichem Buch auch die Details zu Deutung und Entstehung sämtlicher besprochener Objekte entnommen wurden.

### Linke Seite (Figuren 1–16)

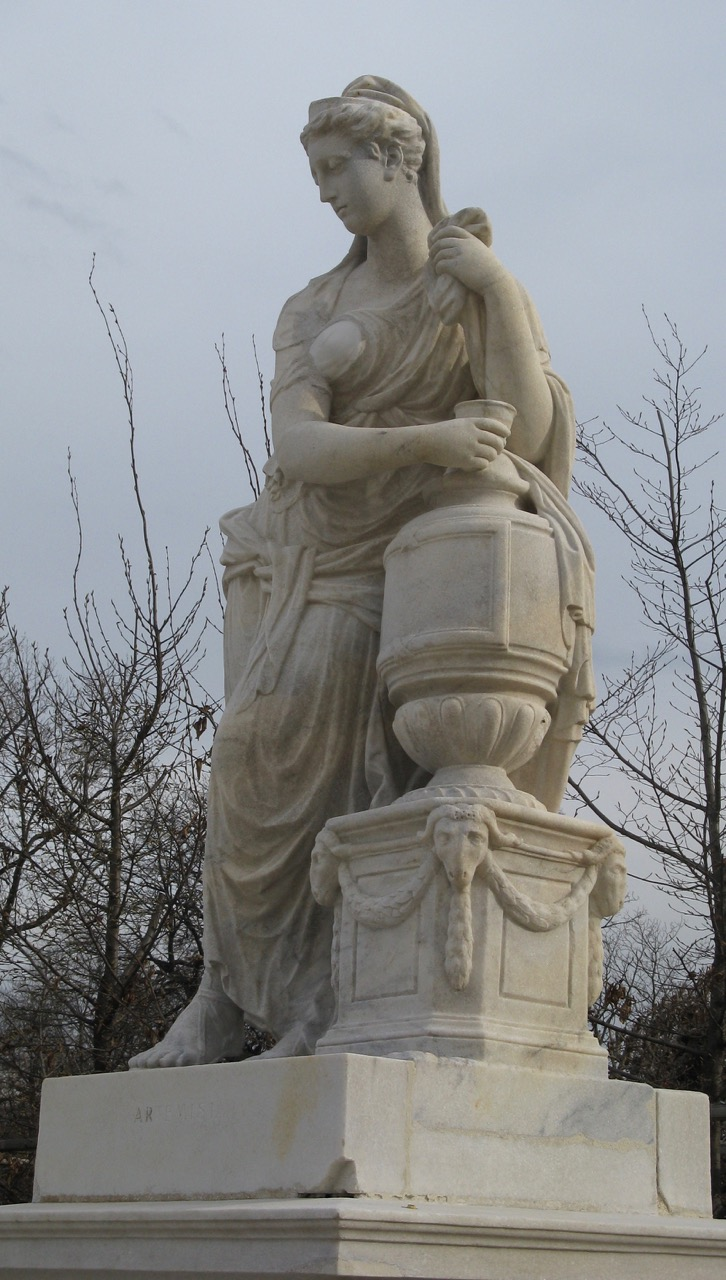
1 Artemisia
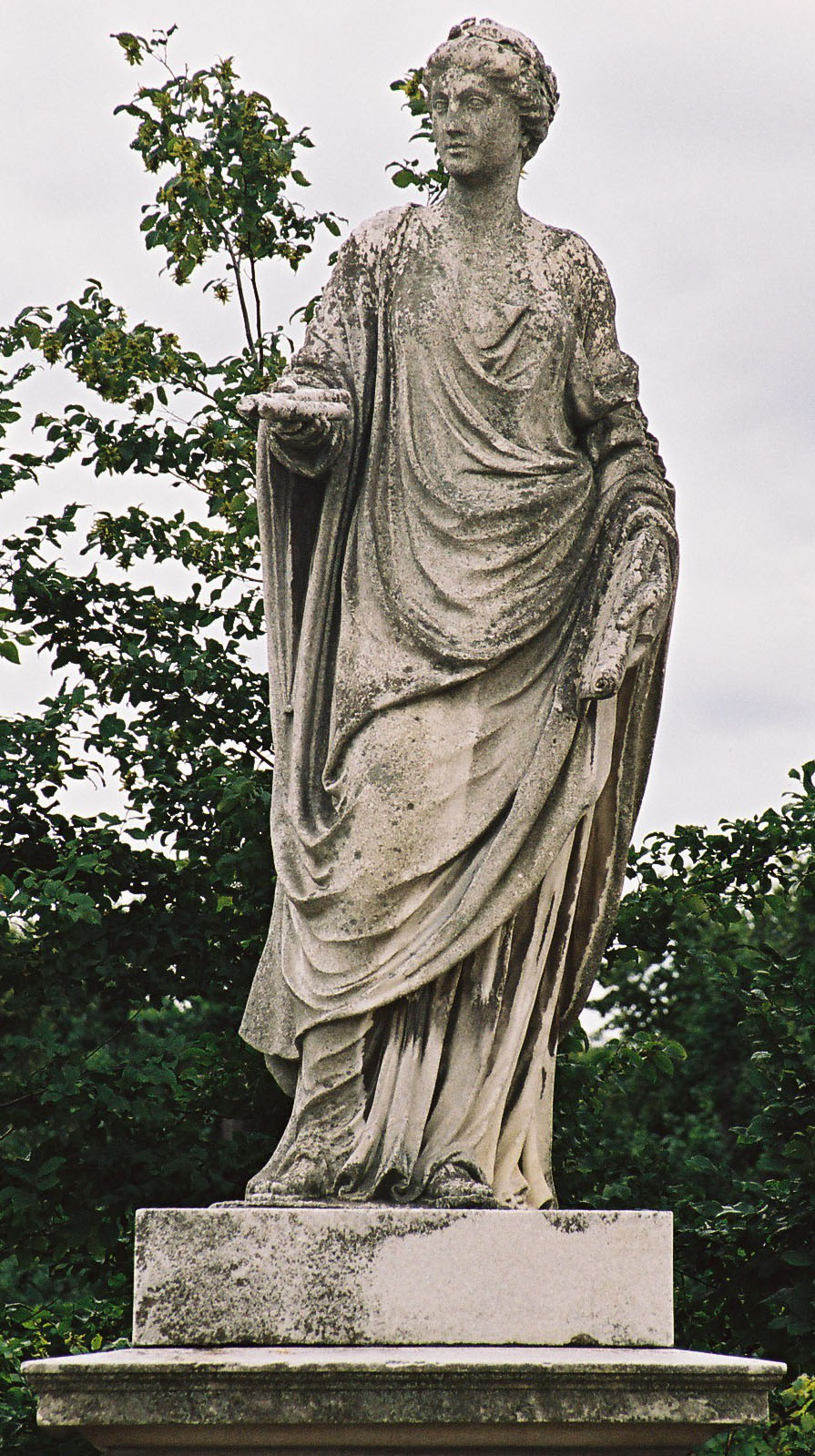
2 Kalliope
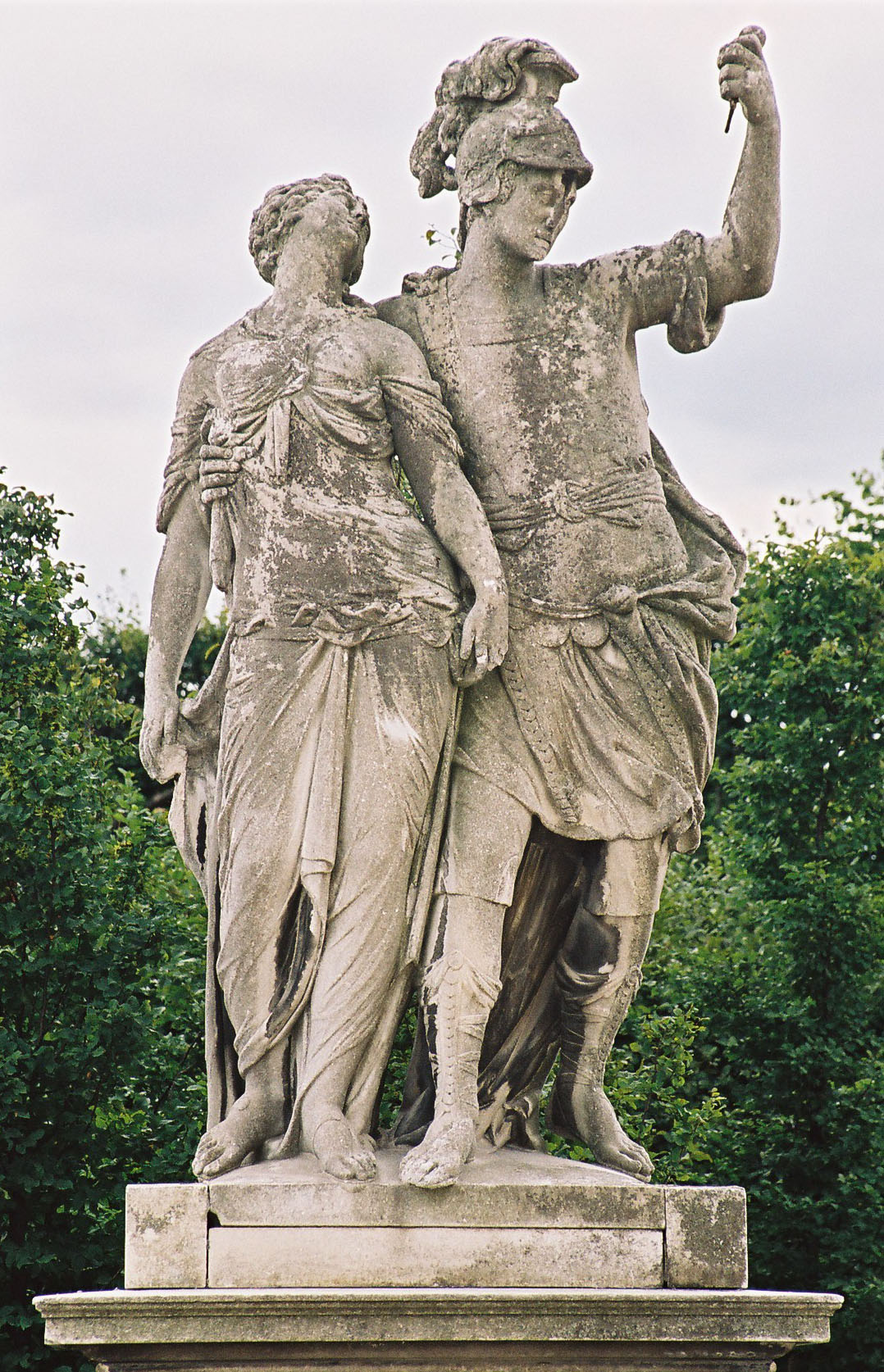
3 Brutus und Lucretia
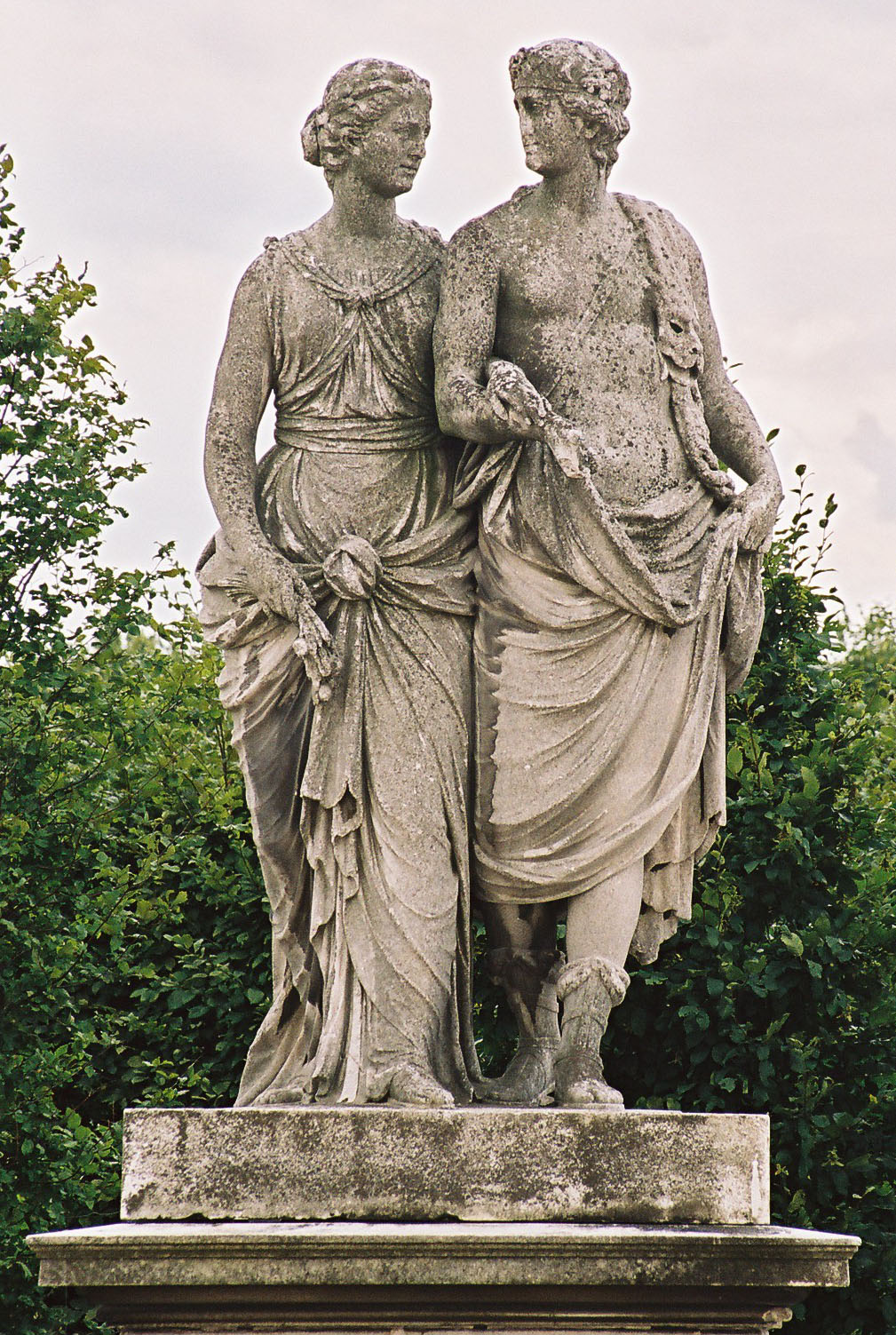
4 Ceres und Bacchus

- (1) – Artemisia war die Gemahlin des Mausolos. Als dieser verstarb, errichtete sie ihm das Mausoleum und mischte täglich etwas von seiner Asche in ihren Trank, um mit ihm vereint zu bleiben. Sie ist an die Urne gelehnt dargestellt, und mit dem Trinkgefäß in der Hand. Das Volk verstand die Statue als Anspielung auf Maria Theresia, die nach dem Tod ihres Gatten ihr Haar schnitt und nur noch Witwentracht trug.
(Entwurf von Beyer,[1] Ausarbeitung begonnen von Jakob Christoph Schletterer nach dessen Tod beendet von Johann Baptist Hagenauer,[4] 1774.)[5]

- (2) – Kalliope, die mit der schönen Stimme, Muse der Künste und Wissenschaften. Nach einer Deutung Zedlers (1732) hat sie staatstragende Funktion: Sie vermag gewaltlos Völker zu bewegen.[6] Amphitryon (31), ihr gegenüber auf der rechten Seite des Parterres, ist ihr ergänzendes Gegenstück.
(Beyer[1]).

- (3) – Brutus hält den Dolch in der Hand, mit dem Lucretia sich soeben ermordete. Ein Sohn des Tarquinius, des letzten der sieben Könige Roms, der später superbus, „der Hochmütige“, genannt wurde, hatte Lucretia geschändet und damit in den Selbstmord getrieben.
In der Familie von Brutus (lat. „der Einfältige“) hatte Tarquinius (sein Onkel) gemordet, um die Thronfolge der eigenen Nachkommen zu sichern. Brutus überlebte, weil er sich zu dumm stellte, um als Thronanwärter in Frage zu kommen. Als Zeuge von Lucretias Selbstmord legte er die Verstellung ab und schwor, die Tarquinier aus Rom zu vertreiben. Er gilt als Begründer der Republik und [historisch unhaltbar] als erster Konsul Roms. Die Skulptur ist eine Mahnung an Herrscher.
(Entwurf von Beyer,[1] Ausarbeitung durch Platzer,[7] der vom Entwurf erheblich abwich (Beyer hatte eine sitzende Lucretia vorgesehen).)

- (4) – Ceres, Göttin des Ackerbaus, der Fruchtbarkeit, der Ehe und des Todes, mit Bacchus, dem Gott des Weinbaus und der Vegetation. Beide Gottheiten werden häufig zusammen dargestellt. Ceres trägt Ähren und Mohn in den Händen, letzteren (Schlafmohn) als Hinweis auf die zur Reifung erforderliche Wintersruhe. Bachus' Symbole, der trunken machende Wein und der immergrüne Efeu seines Kranzes, bedeuten den Kreislauf des Lebens, Tod und Wiedergeburt. Über der Schulter des Bacchus liegt ein Leopardenfell, Symbol der Vitalität.
(Entwurf (Gipsmodell) von Beyer,[1] ausgeführt von Günther.[8])

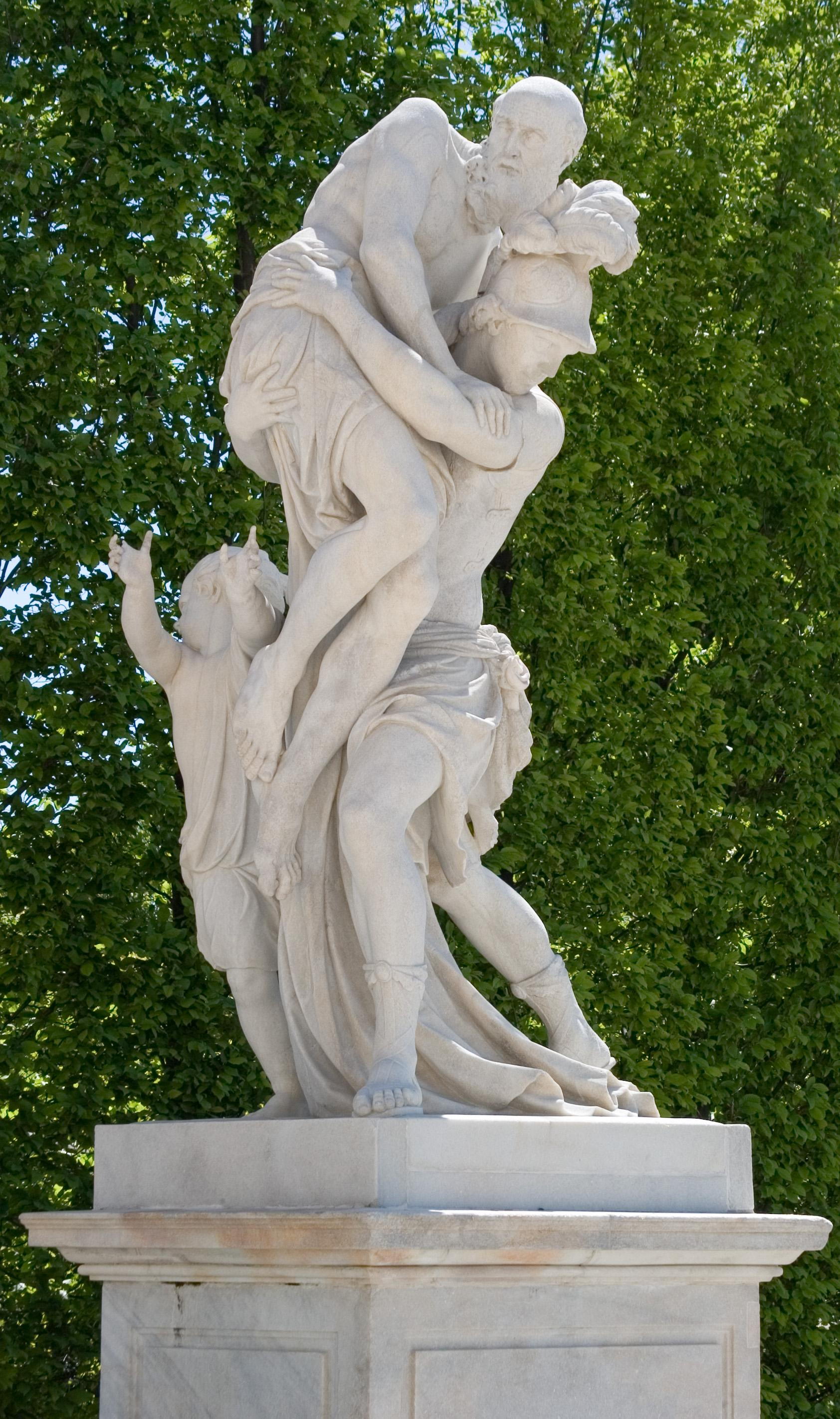
5 Flucht aus Troja
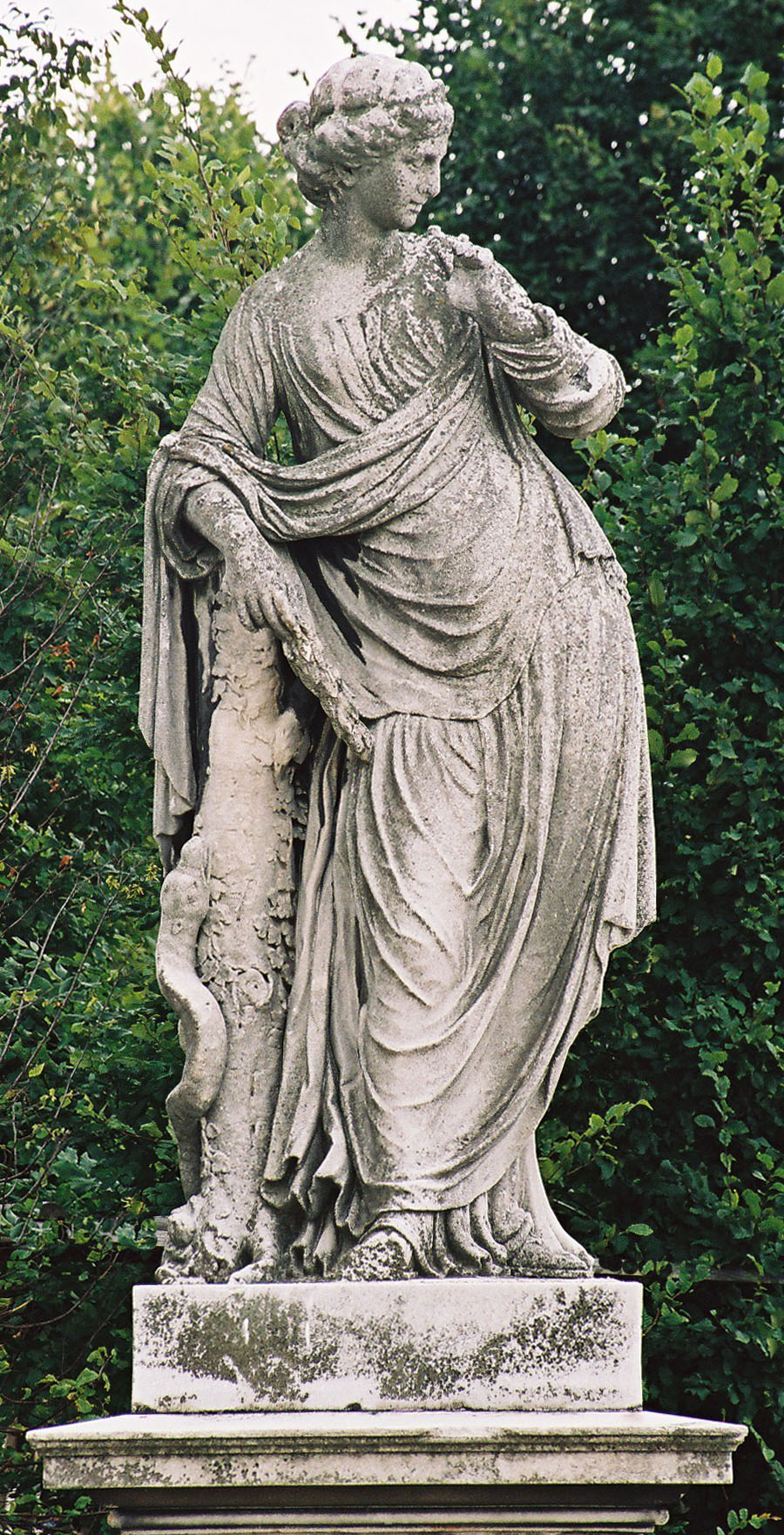
6 Angerona
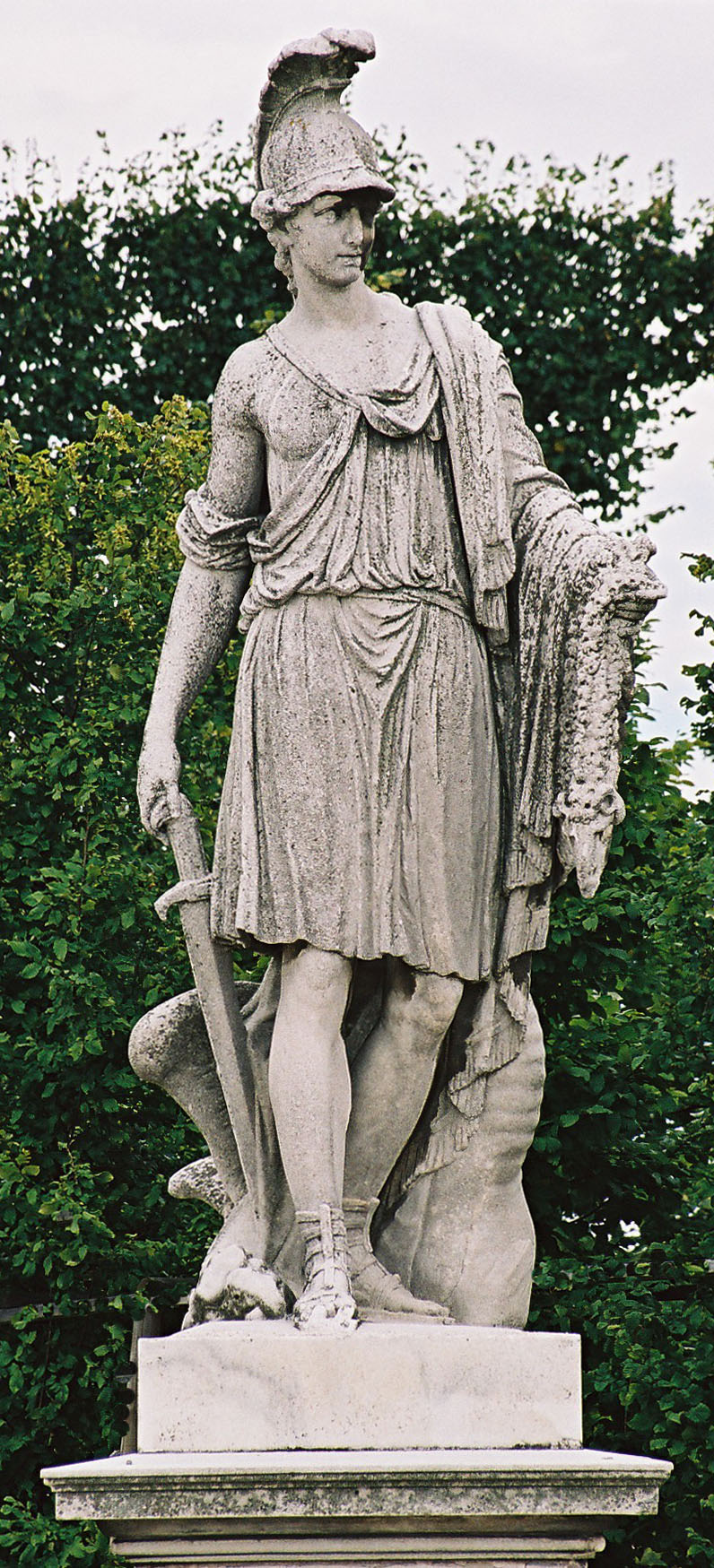
7 Jason
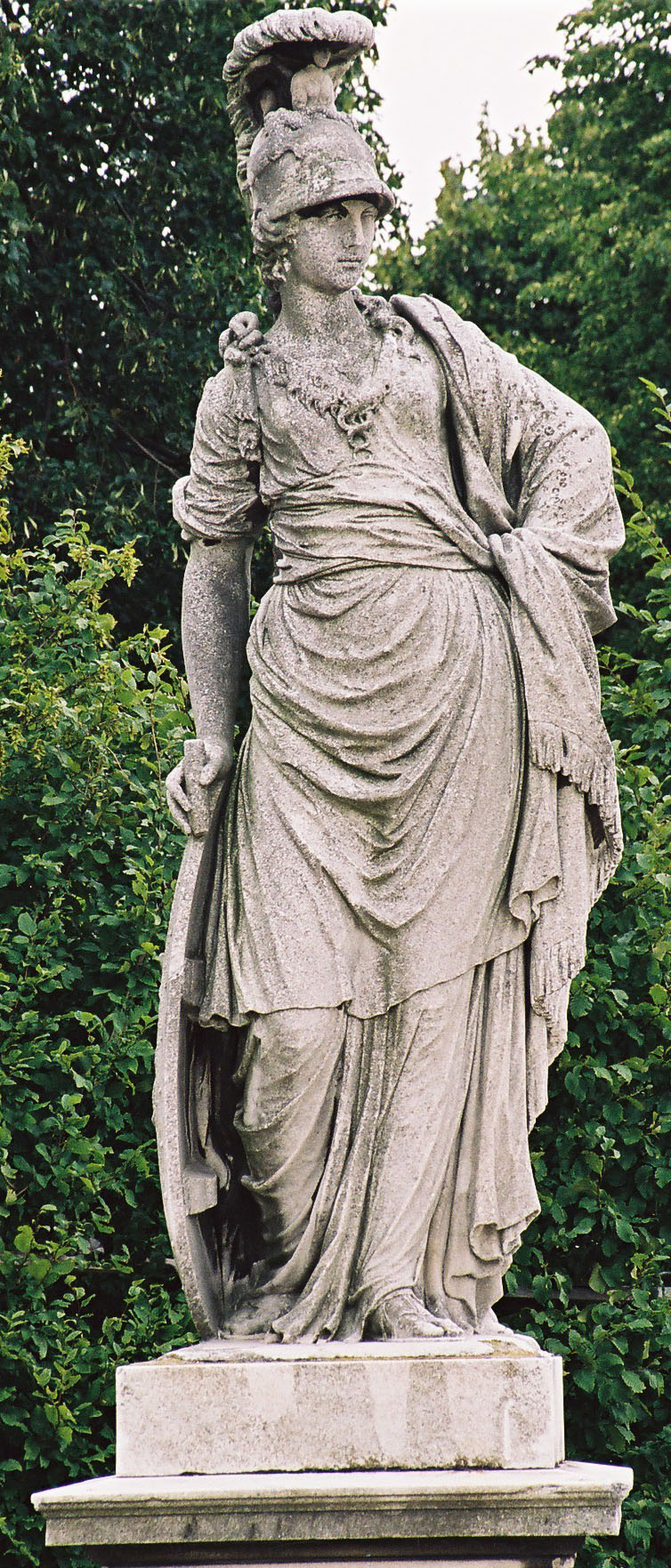
8 Aspasia

- (5) – Aeneas trägt seinen gelähmten Vater Anchises, dessen Linke die Hausgötter umfasst. An seiner Seite sein Sohn Iulus, der später zum Stammvater der Iulier werden sollte. Aeneas gilt als Vorbild fürsorglichen Helden- und Fürstentums.
Ein Tonmodell (im Österreichischen Barockmuseum) und die Ausführung stammen von Prokop.[9]

- (6) – Angerona, eine Schutzgottheit Roms, ist auch Göttin der klugen Verschwiegenheit [auf welche die Schlange hinweist] und der Wintersonnenwende. Sie wird häufig mit verbundenem Mund dargestellt, oder, wie hier. mit dem Zeigefinger vor den Lippen (beschädigt).
(Beyer[1])
- (7) – Jason, der Führer der Argonauten, raubt das Goldene Vlies. Zu seinen Füßen liegt der Drache, der es bewachte.
(Beyer[1])
- (8) – Aspasia war eine geistvolle Frau und Philosophin, deretwegen Perikles seine erste Frau verließ. Sie ist als Athene dargestellt, die einen Schild mit dem Haupt der Medusa trägt; diese Darstellung der Aspasia soll es bereits in Athen gegeben haben.
(Beyer[1])

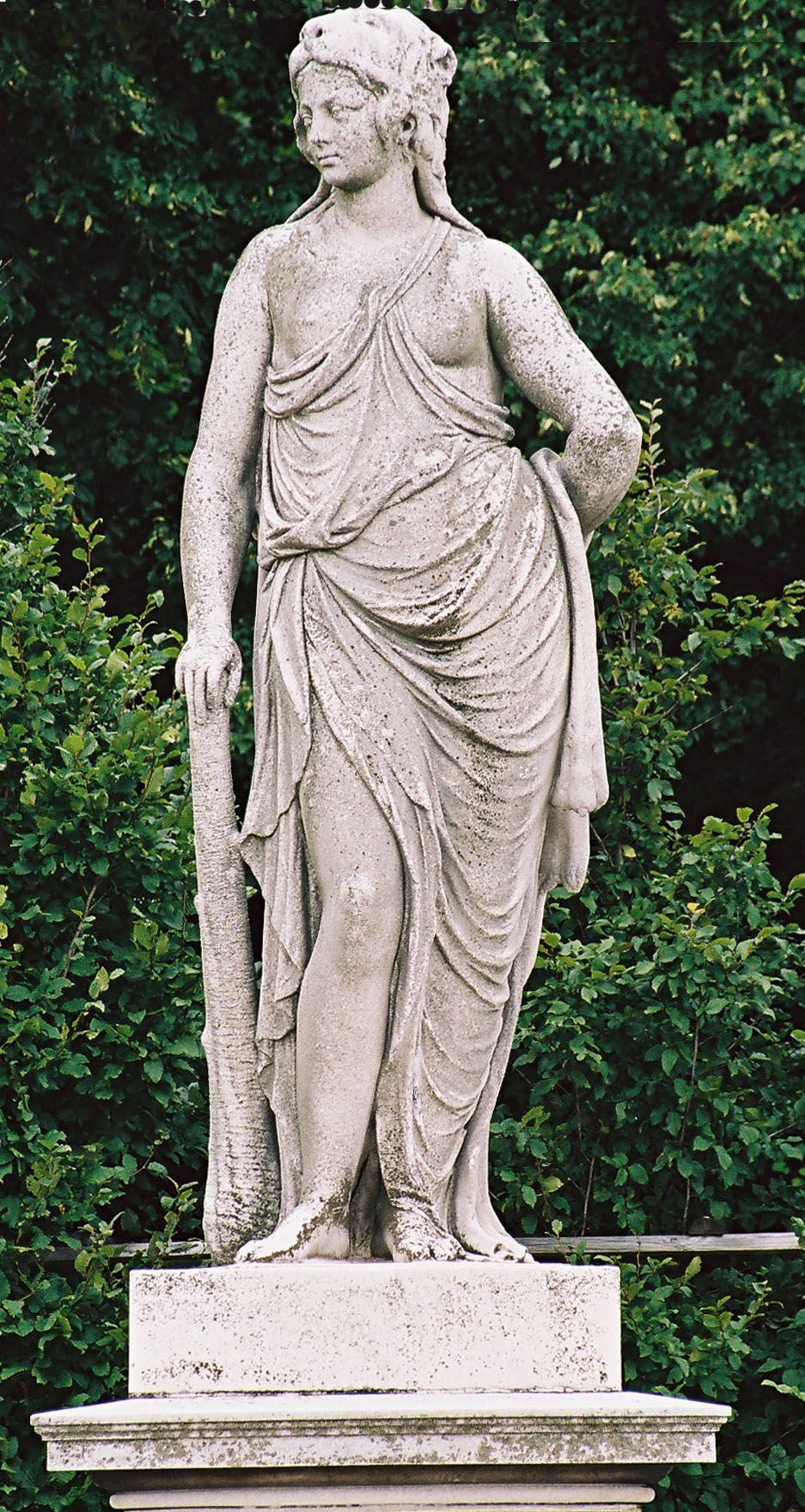
9 Omphale
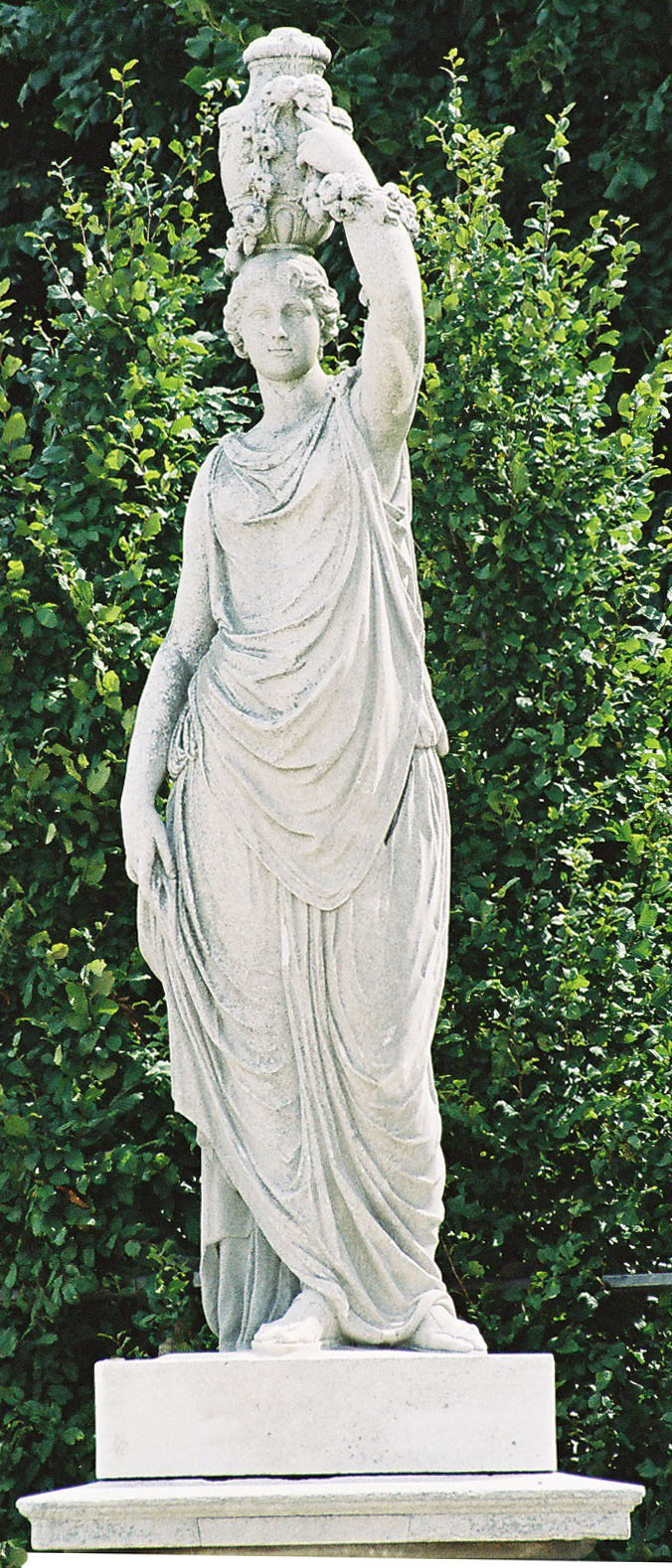
10 Nymphe der Flora
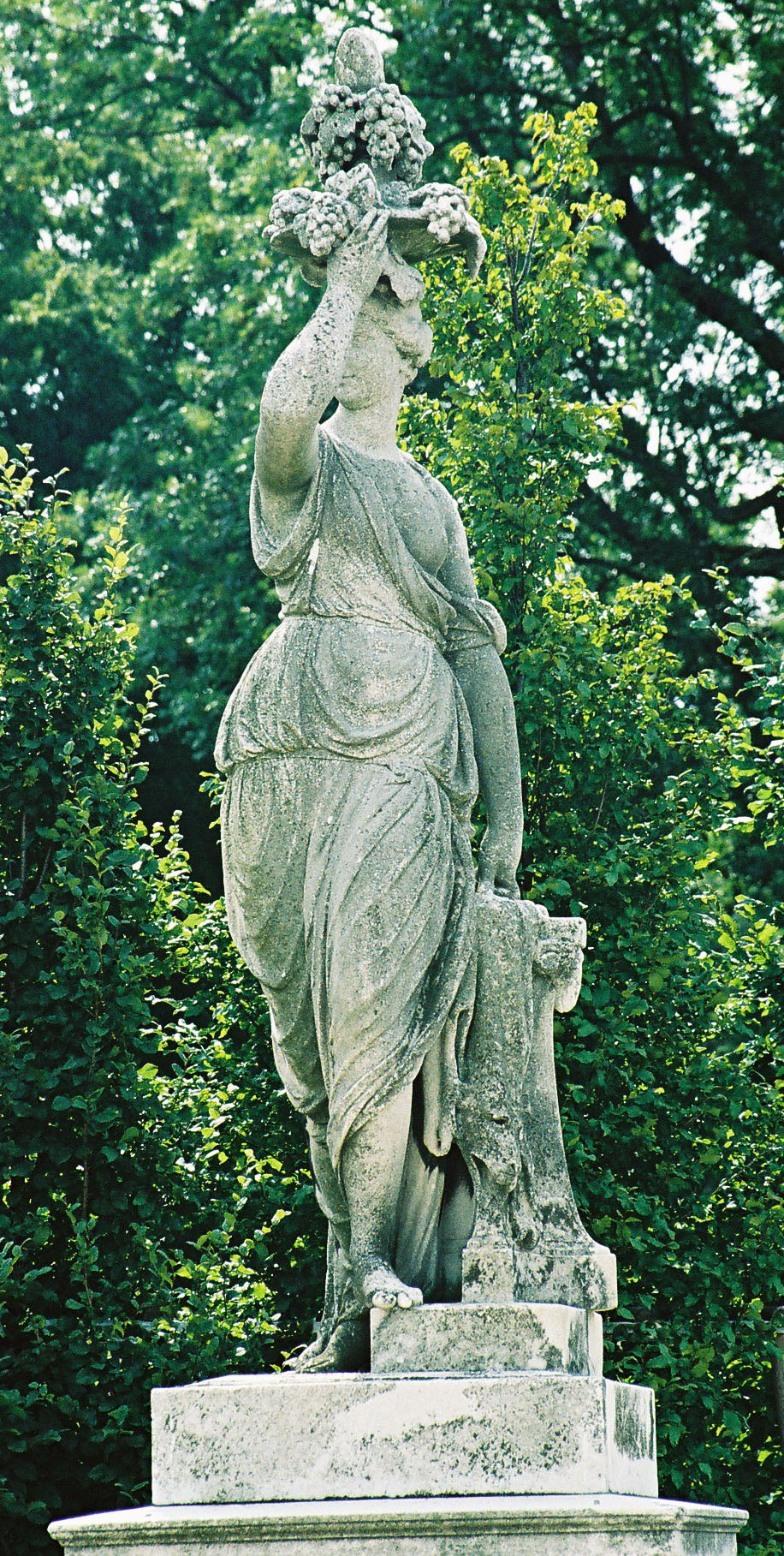
11 Bacchantin
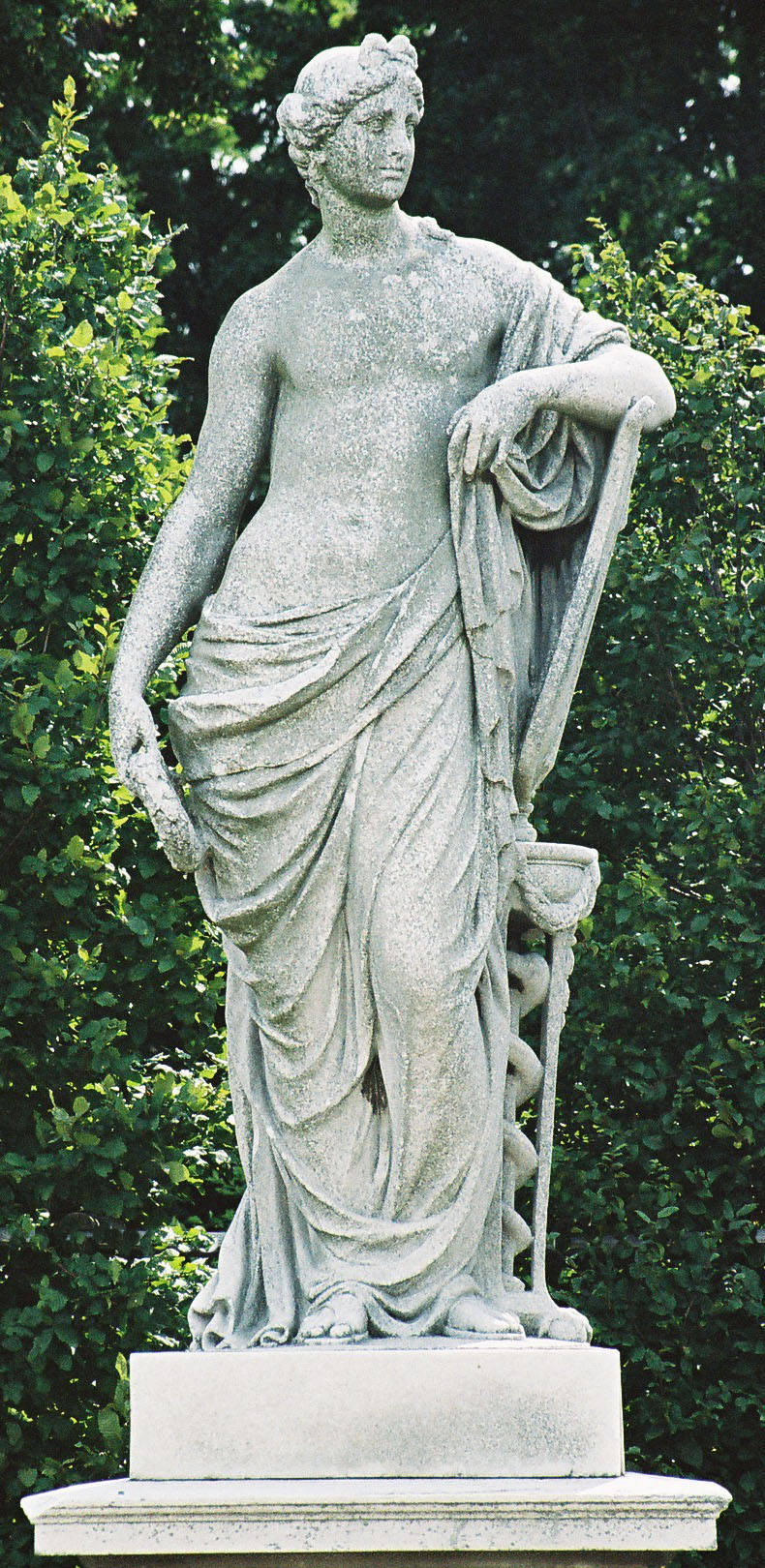
12 Apoll

- (9) – Königin Omphale, die Herakles als Sklaven gekauft hatte, trägt dessen Löwenfell und Keule, während er in verblendeter Liebe zu ihr Frauenarbeit verrichtet. Neben der Deutung Verkehrte Welt erlaubt diese Skulptur auch die Deutung Heldin, und eine Anspielung an Maria Theresia ist nicht auszuschließen. Sie ist das Pendant zum gegenüber stehenden Herkules (24).
(Weinmüller[10])
- (10) – Dass diese Figur eine Vase mit Blumen trägt, zeigt, dass sie zum Gefolge der Frühlingsgöttin Flora gehört. Wie bei allen Statuen, die an der Mündung von Alleen stehen, ist der Sockel, als Verbindung von Parkett und Allee, schräg zur Hauptachse des Gartens gestellt.
(Beyer[1])
- (11) – Bacchantin (Mänade) mit einer Schale voll Trauben auf dem Haupt. Ihre Linke ruht auf einem Dreifuß mit Ziegenköpfen, über dem ein Pantherfell hängt. Beide Tiere sind dem Bacchus geweiht und beziehen sich auf Tod und Wiedergeburt.
(Beyer[1])
- (12) – Apoll, Gottheit des Lichts, des Frühlings und der sittlichen Reinheit, Herr des Orakels von Delphi, worauf Dreifuß und Schlange hinweisen. Die Leier deutet seine Stellung als Oberhaupt der Musen an, sein Lorbeerkranz bezieht sich auf seine Trauer um Daphne, die sich ihm entzog, indem sie sich in einen Lorbeerstrauch verwandelte.
(Beyer[1])

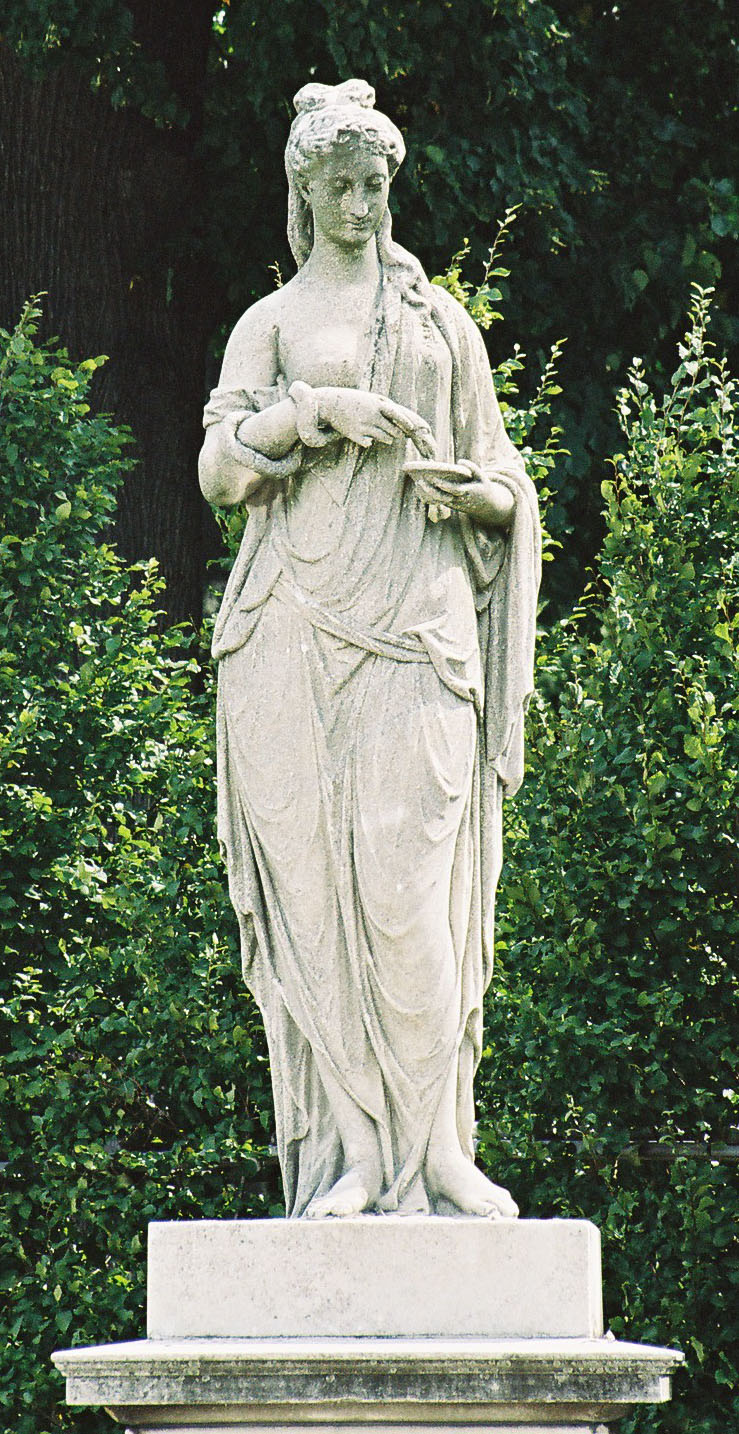
13 Hygieía
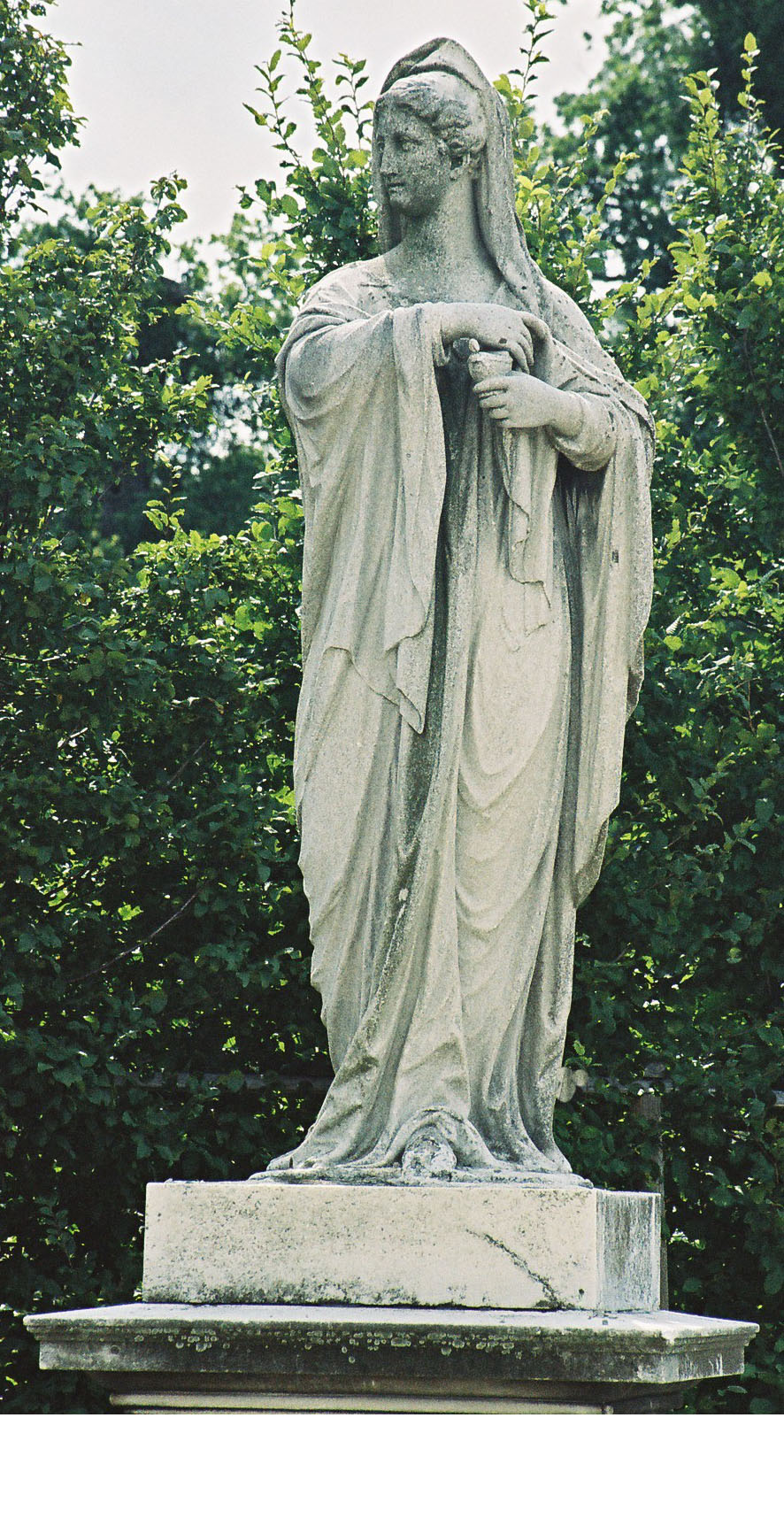
14 Vestalin
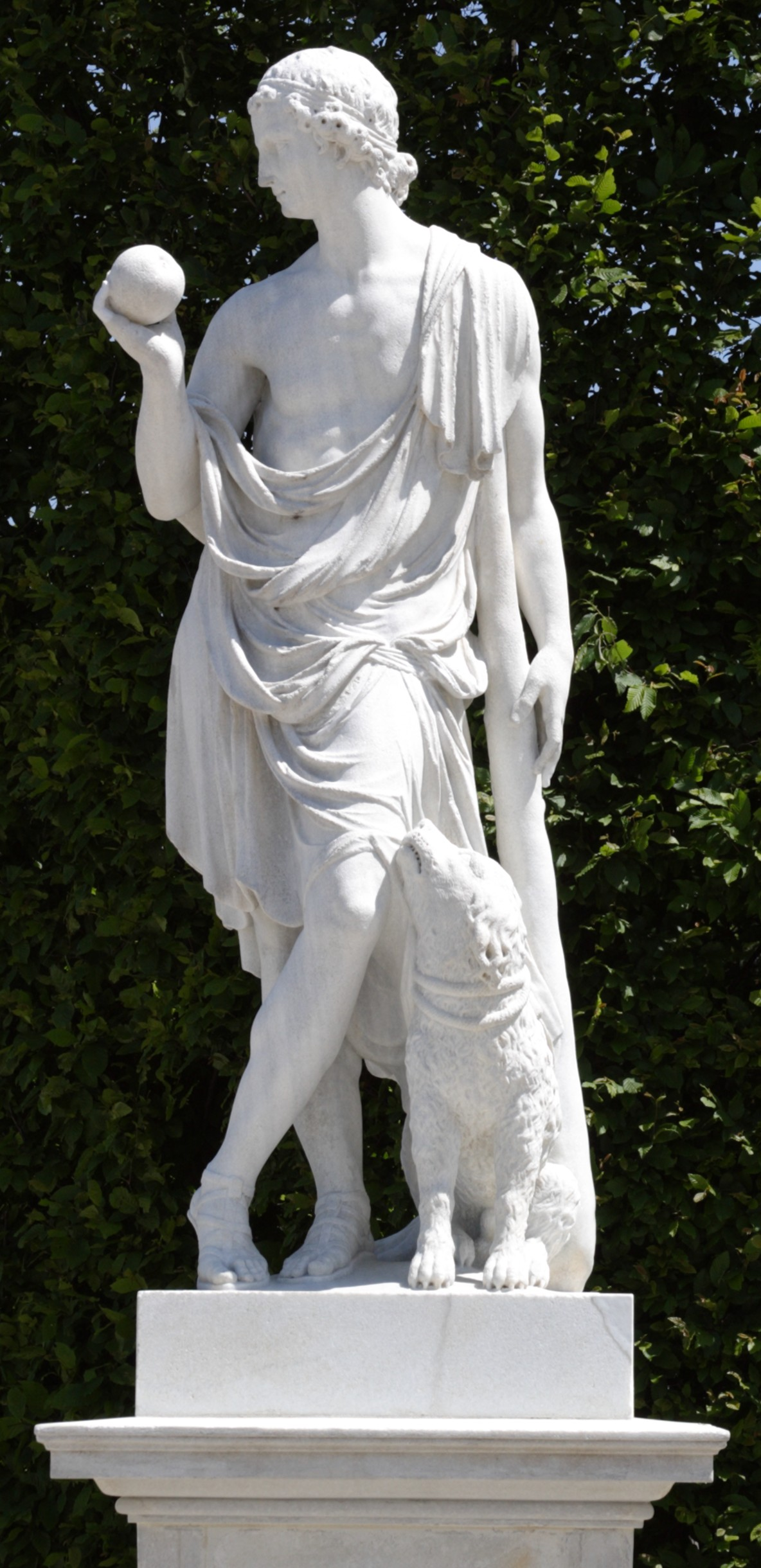
15 Paris
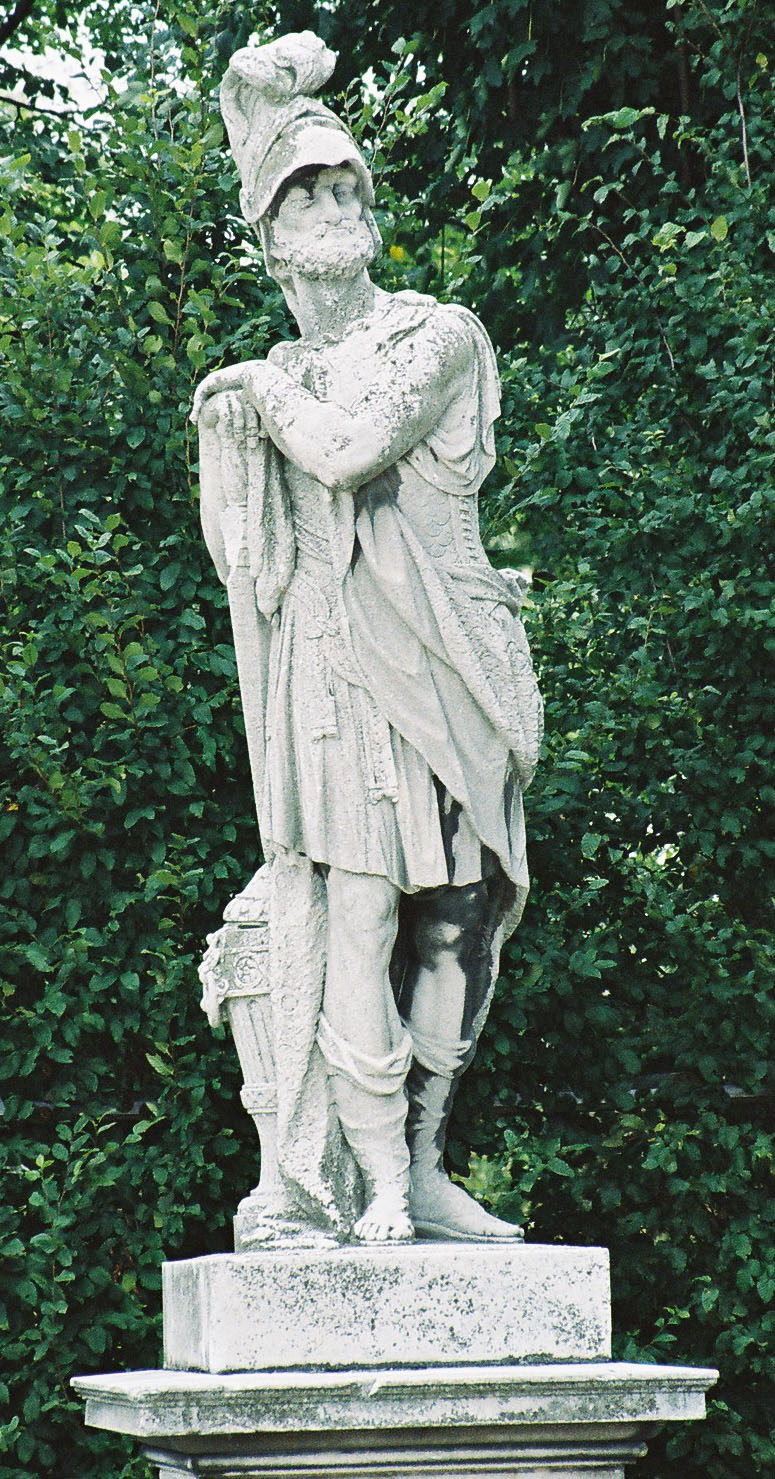
16 Hannibal

- (13) – Hygieia, Tochter des Aeskulap, Göttin der wiedererlangten Gesundheit und Schutzpatronin der Apotheker. Die Schlange, die sich um ihren Arm windet, symbolisiert einerseits Bedrohung, andererseits Erneuerung (Häutung) und Verbindung zu geheimem Wissen (sie dringt in die Erde ein).
(Hagenauer[4])
- (14) – Vestalin (jungfräuliche Priesterin der Göttin Vesta) mit Lampe (mit dem heiligen Feuer). Diese Statue wurde 1774 als erste in Schönbrunn [aber an einer Ecke des Parketts] aufgestellt und entsprechend gefeiert. Seit 1777 steht sie am heutigen Platz.
(Posch,[11] vollendet von Hagenauer.[4])
- (15) Paris, der Sohn des trojanischen Königs, als Hirte mit Hund, und mit dem goldenen Apfel, der Troja zum Verhängnis werden sollte.
(Königer[12])
- (16) – Hannibal, der auch von den Römern bewunderte nahezu ebenbürtige Gegner, nach seiner größten und der letzten erfolgreichen seiner Schlachten, der Schlacht von Cannae.
(Entwurf: Beyer,[1] Ausführung: Hagenauer[4])

### Rechte Seite (Figuren 17–32)

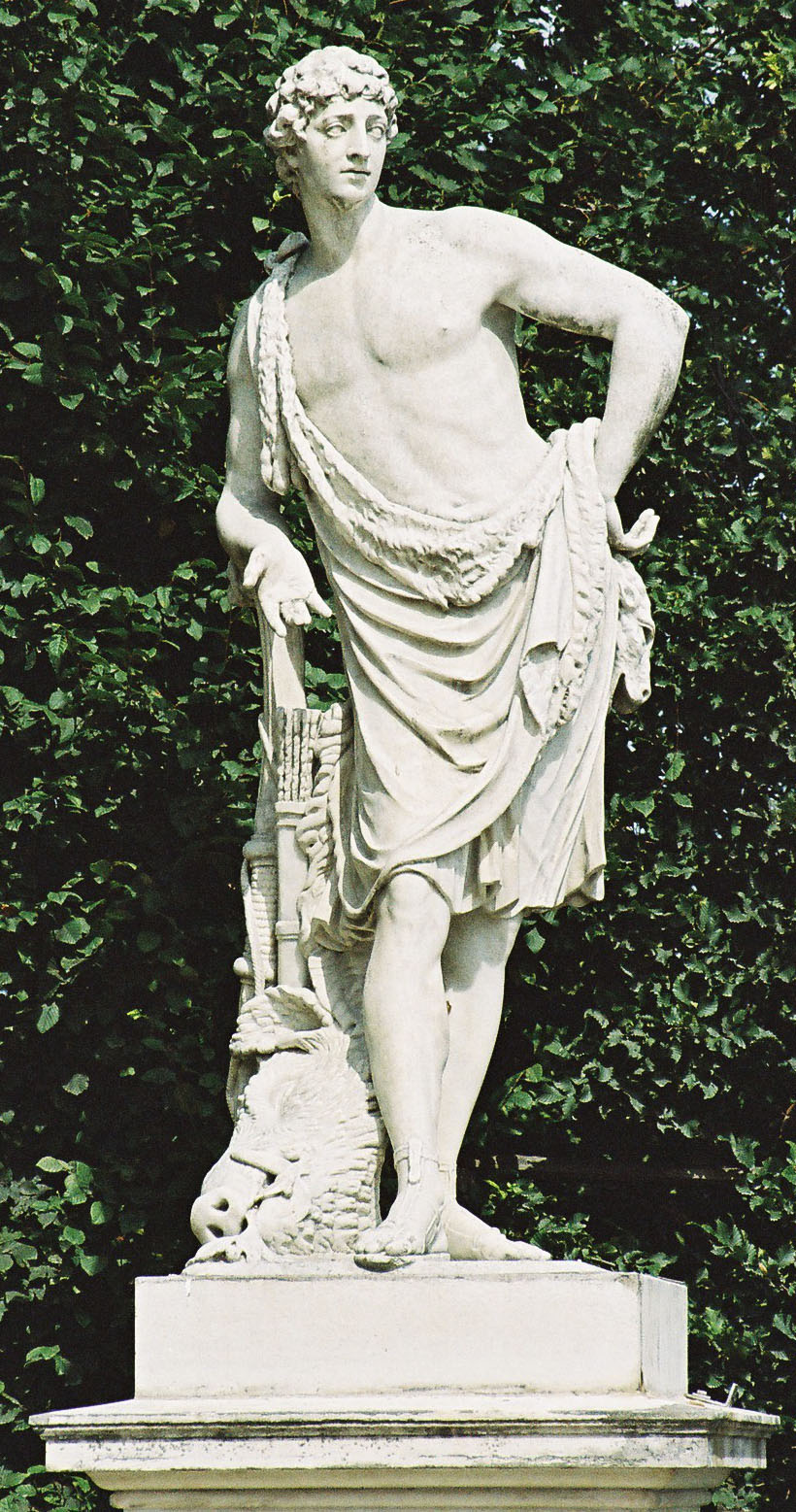
17 Meleager
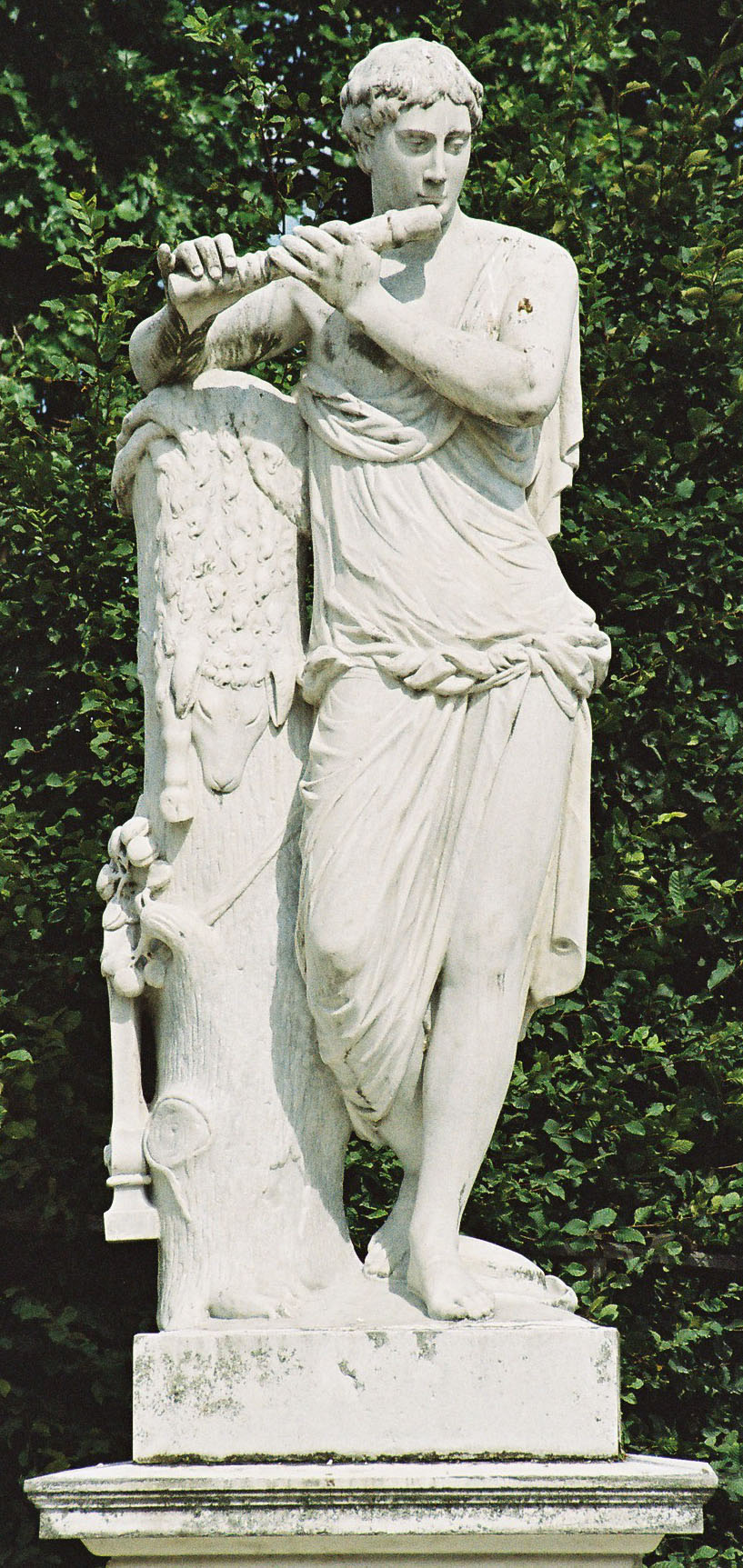
18 Merkur
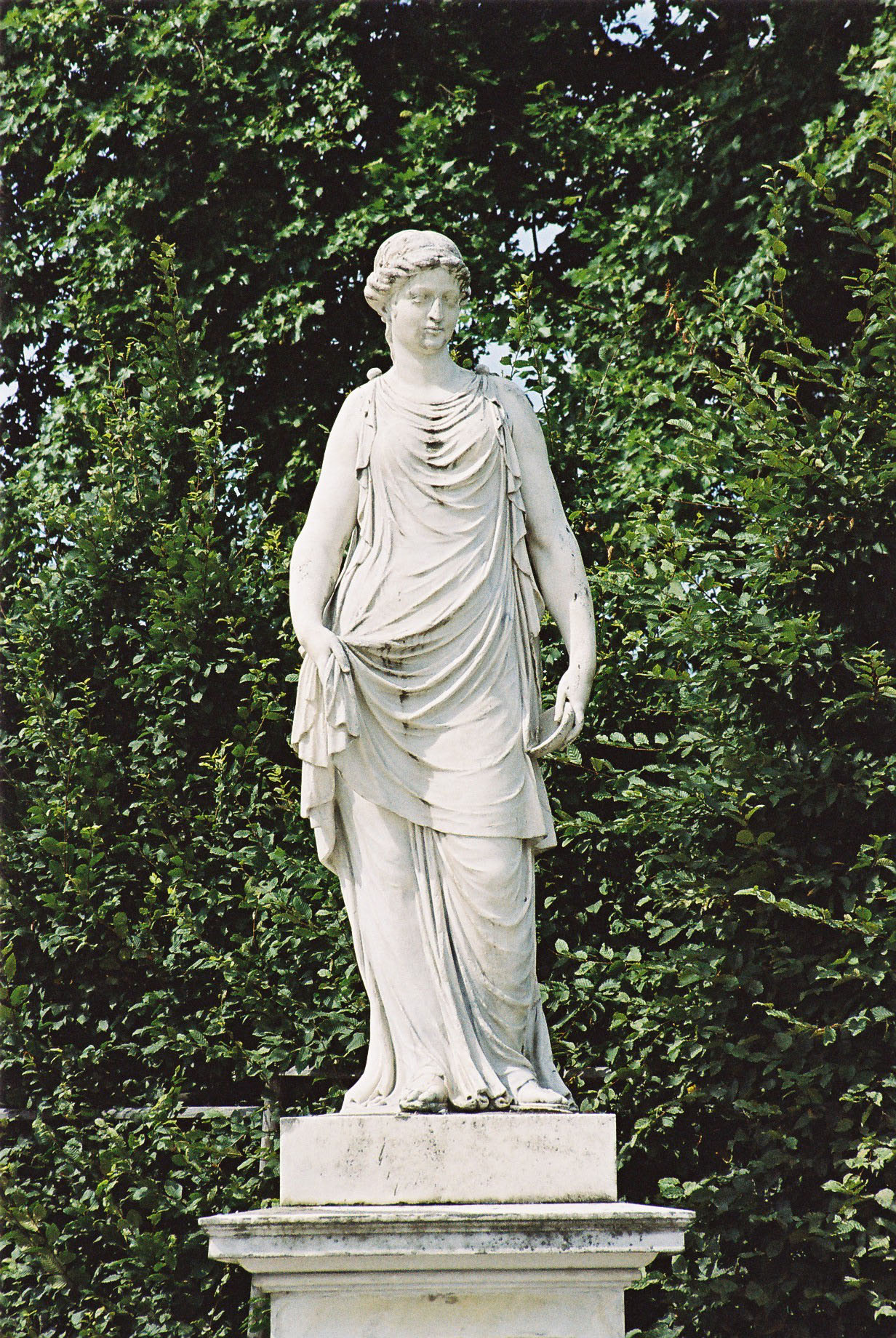
19 Priesterin
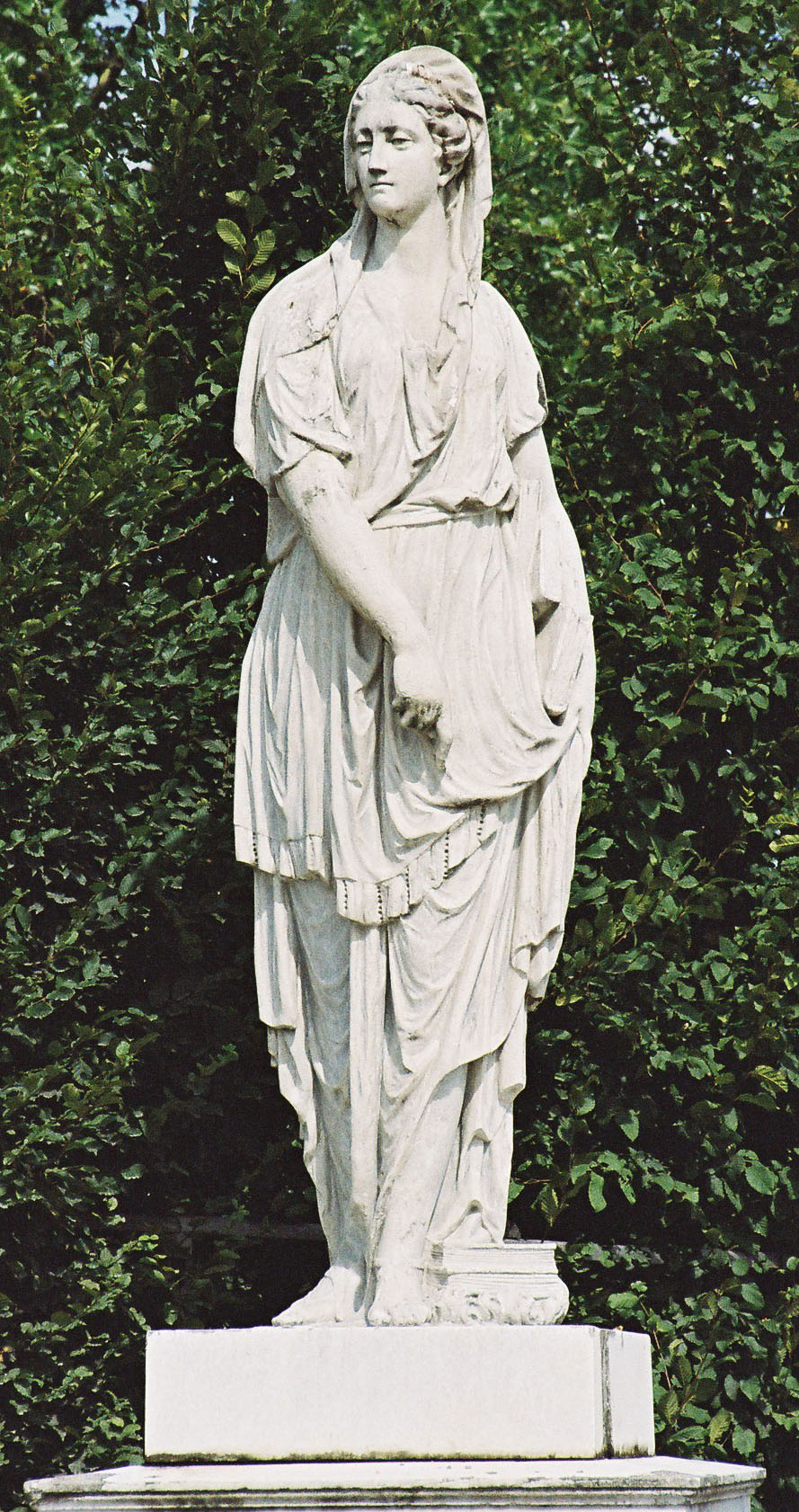
20 Die Sibylle von Cumae

- (17) – Der große Jäger Meleager, Königssohn und einer der Argonauten, mit dem Kopf des von ihm getöteten Kalydonischen Ebers. Seine Geste deutet auf die Debatte um seine Entscheidung hin, trotz Protestes der übrigen Jäger diese Tröphäe Atalante zu überlassen, die das Tier als erste mit einem Pfeil getroffen hatte. Die Skulptur steht am früheren Kleinen Fasangarten [jetzt Teil des Tiergartens], in dem auch gejagt wurde.
(Beyer[1])
- (18) – Der Götterbote Merkur, ein Sohn des Jupiter. Er erfand Leier (an dem Stamm hängend, auf den er sich stützt) und Flöte.
(Platzer[7])
- (19) – Priesterin in langem Kleid, eine Opferschale tragend.
(Weinmüller)
- (20) – Die Sibylle von Cumae, ihre Orakelbücher (bis auf drei) verbrennend.
(Entwurf: Beyer,[1] Ausführung begonnen von Lang[13] in Tirol, beendet von Hagenauer[4] in Wien.)

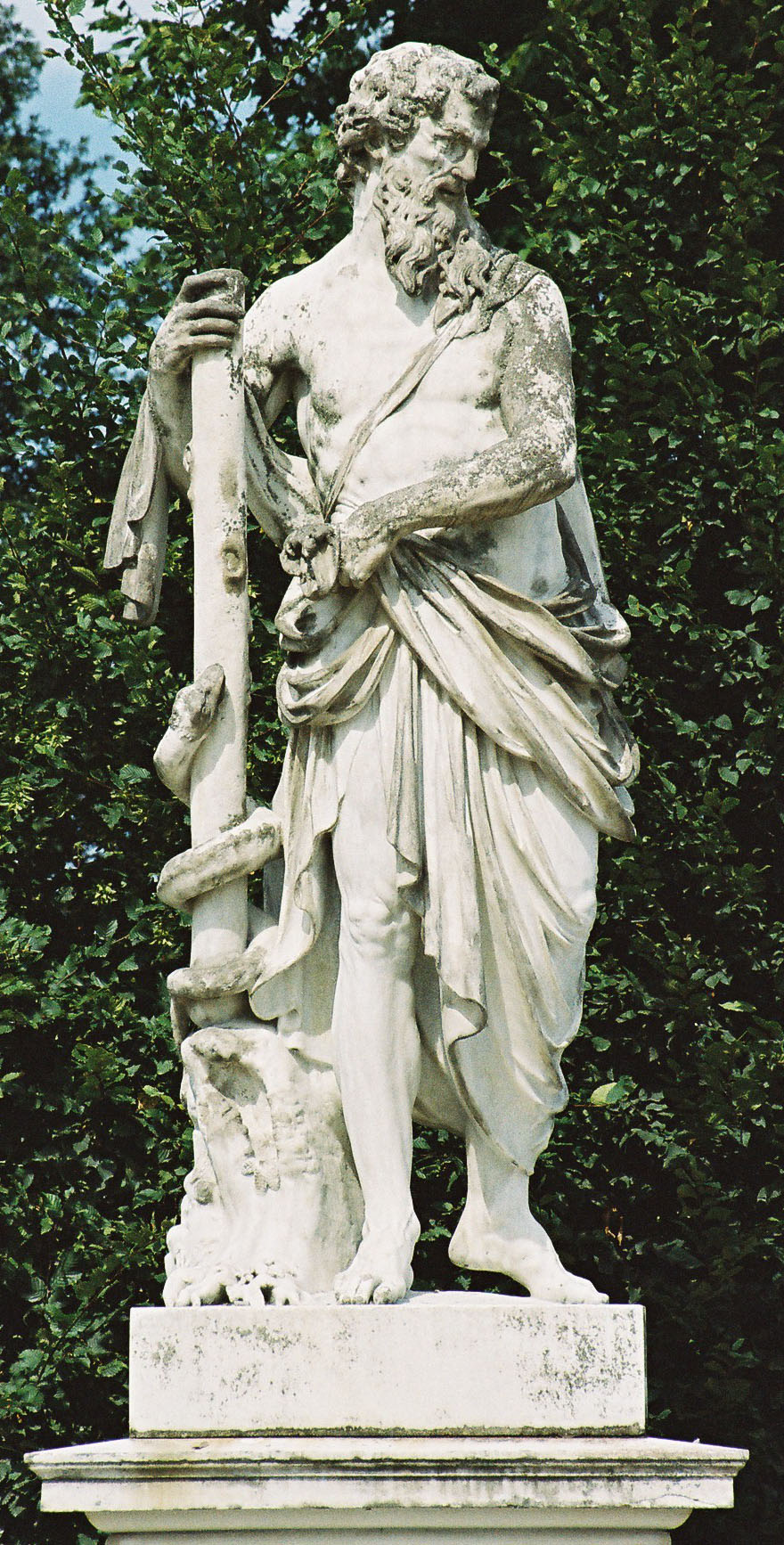
21 Aeskulap
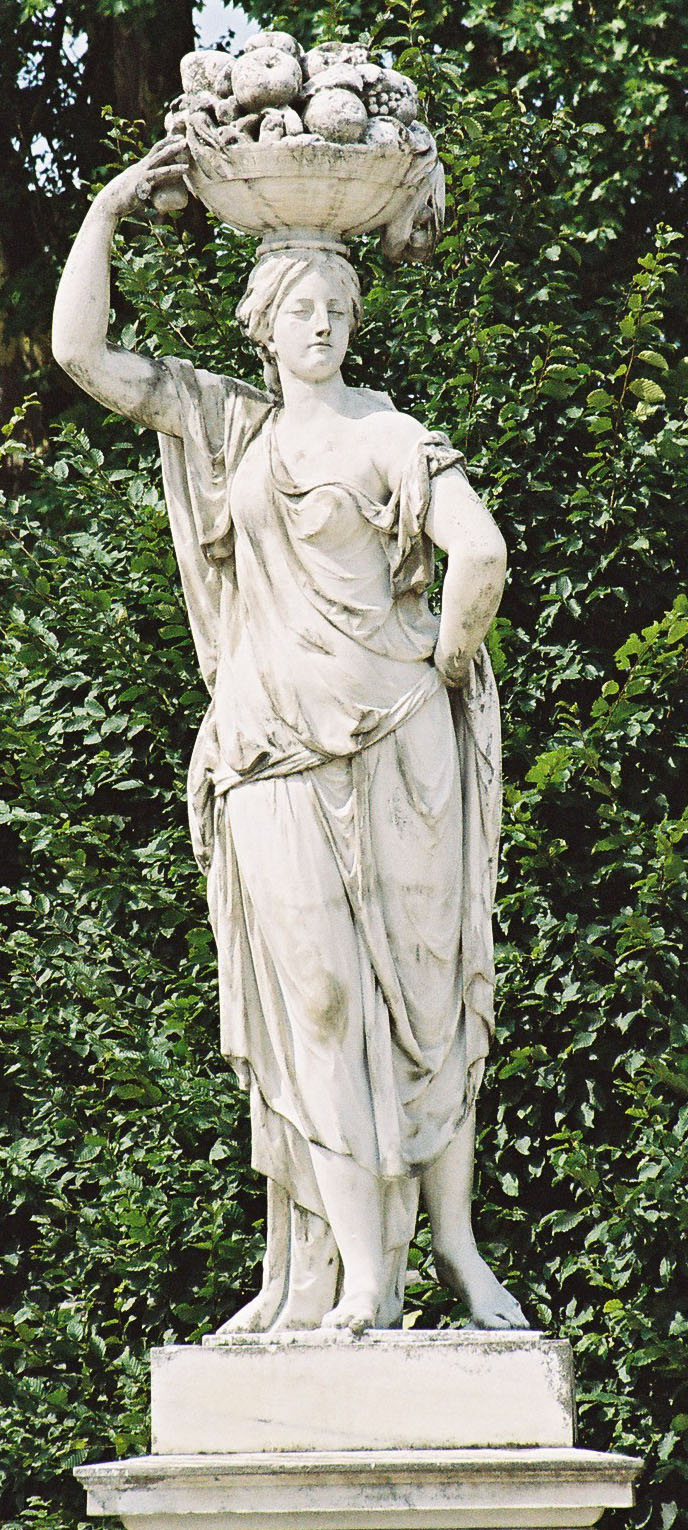
22 Priesterin der Ceres
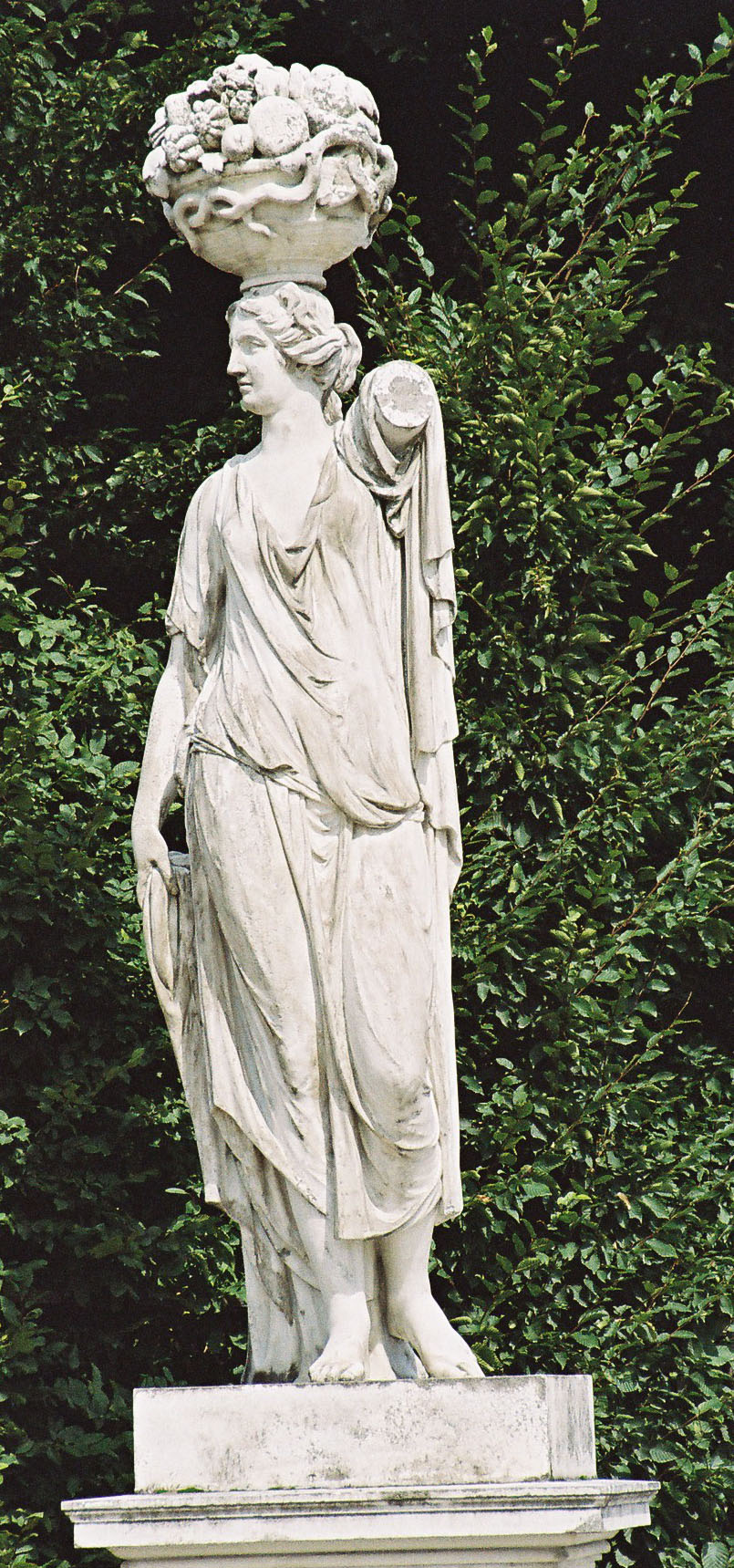
23 Priesterin der Ceres
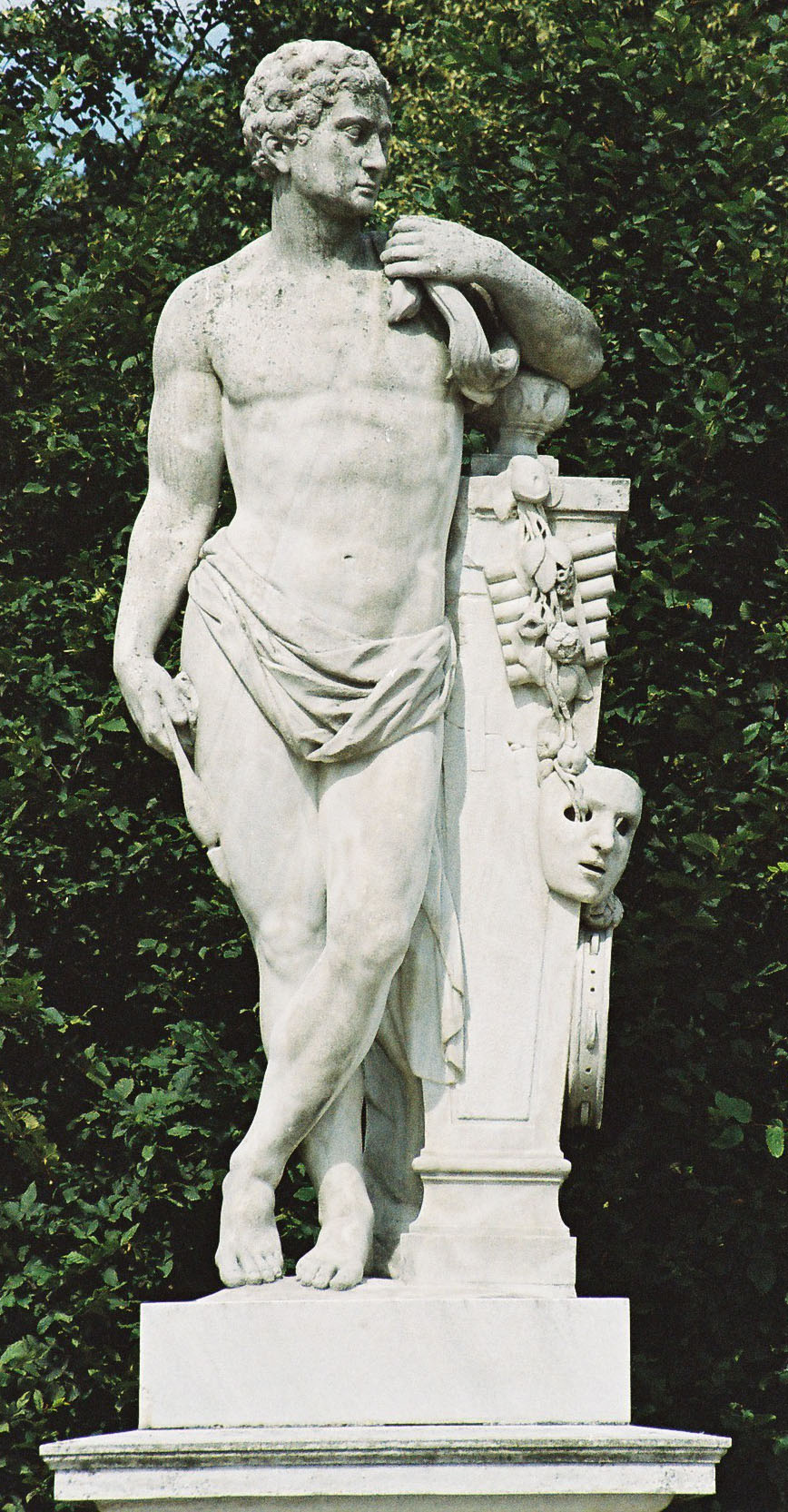
24 Herkules

- (21) – Aeskulap, Gott der Heilkunst, mit Stock und Schlange.[14]
(Königer[12])
- (22) – Priesterin der Ceres, auf dem Haupt einen Korb mit Früchten für die Göttin tragend.
(Hagenauer[4])
- (23) – Eine andere Priesterin der Ceres, ebenfalls mit Früchtekorb, um dessen Rand sich jedoch Schlangen winden [Symbol der Erneuerung]. Diese beiden Skulpturen sind als Gegenstücke zu den Nymphen der Flora (10) und des Bacchus (11) zu verstehen.
(Hagenauer[4])
- (24) – Herkules in einer ungewöhnlichen Fassung: Mit Spindel, Maske, Tamburin und Panflöte. Dies symbolisiert den Wert von Kunst und Handwerk gegenüber dem Kampf und ist im Zusammenhang mit Omphale (9) zu sehen.
(Platzer[7])

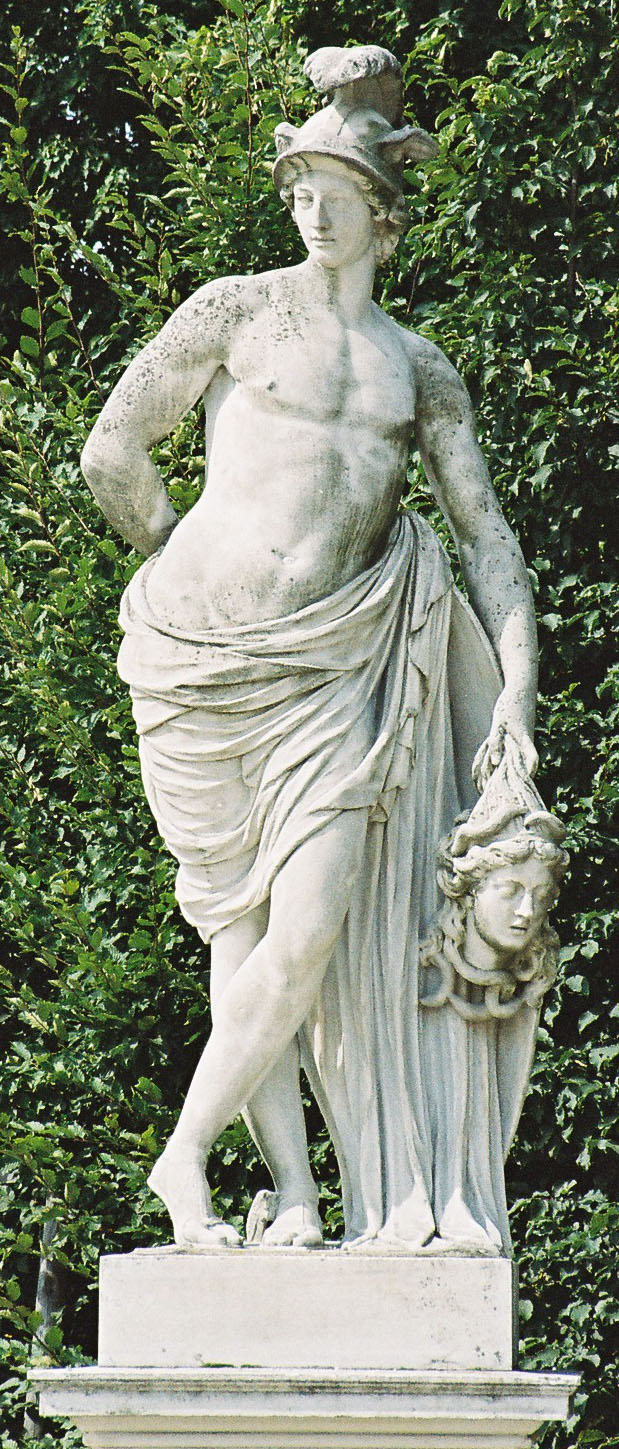
25 Perseus
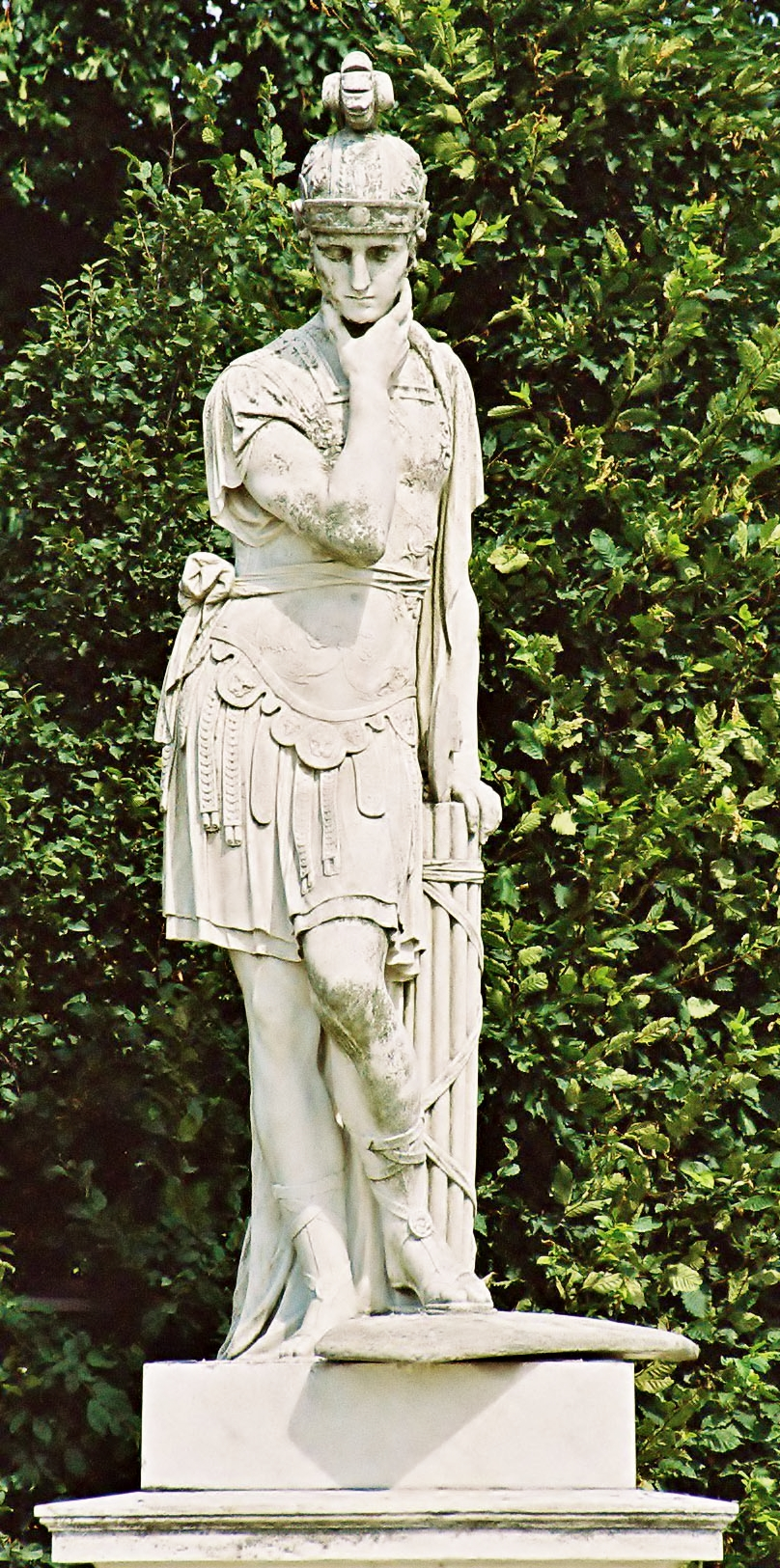
26 Fabius Maximus Cunctator
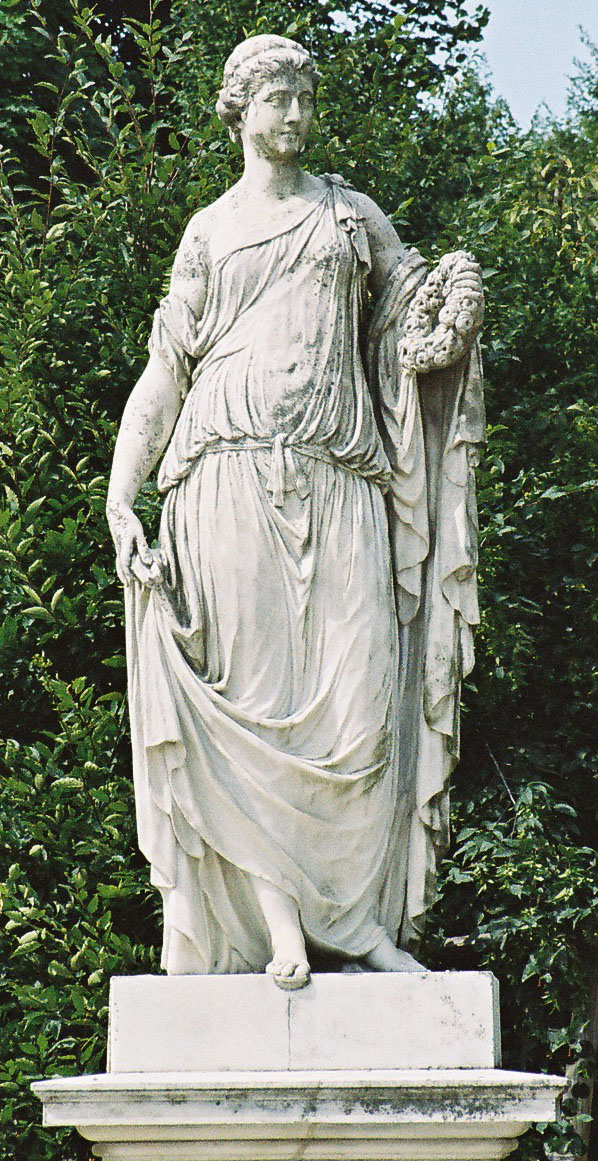
27 Flora
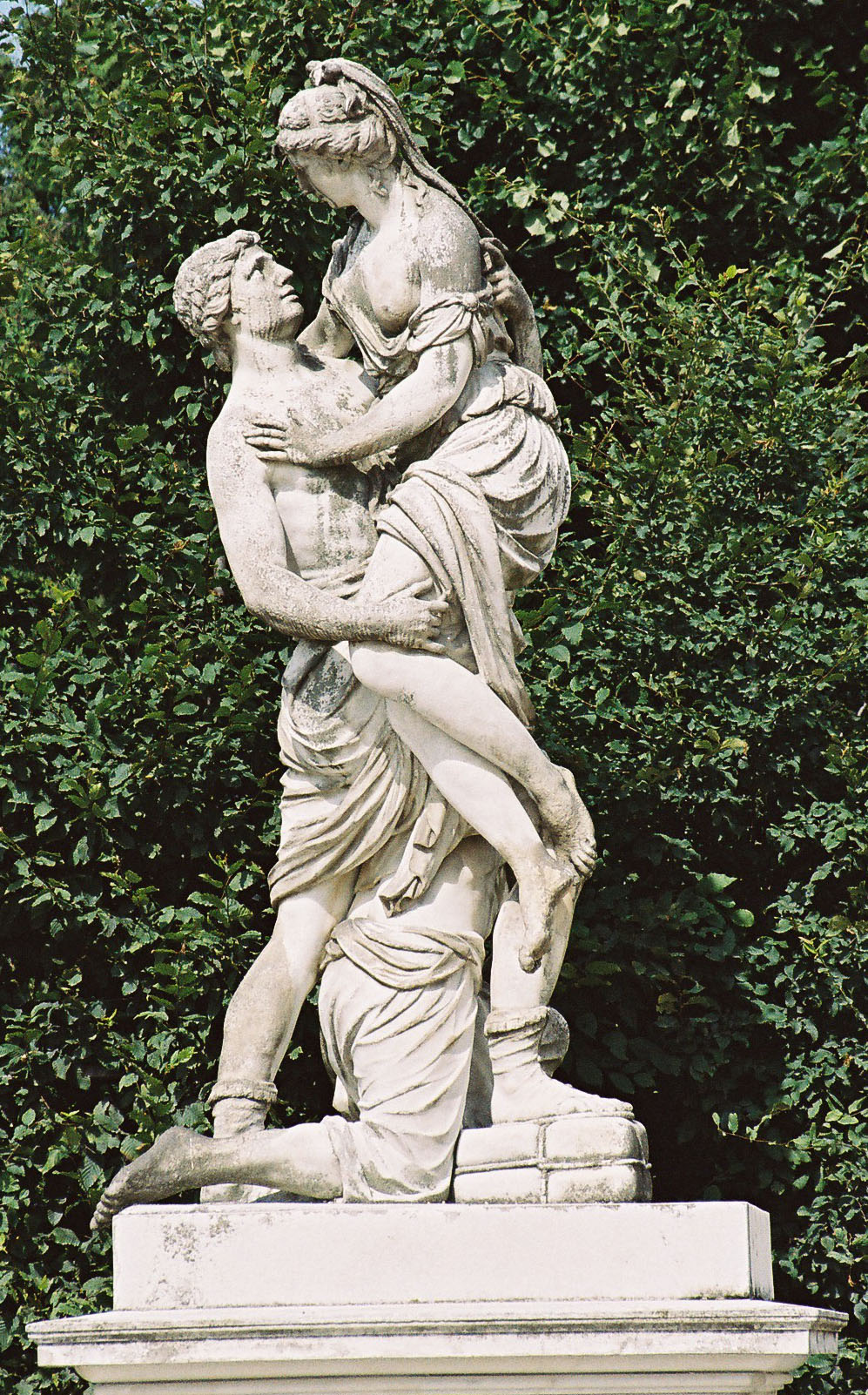
28 Raub der Helena

- (25) – Perseus, gerüstet mit geflügeltem Tarnhelm und Flügelschuhen, mit dem Haupt der Medusa.
(Beyer[1])
- (26) – Fabius Maximus, Diktator und Gegner von Hannibal, mit Beinamen „der Zauderer“. Der zu seinen Füßen liegende Schild bedeutet den „Schild Roms“, sein Heer, das er durch Zaudern vor der Vernichtung bewahrte.
(Hagenauer[4])
- (27) – Flora, die Göttin der Blumen, mit Blütenkranz in der Hand, nach dem Vorbild von Pietro Berninis berühmter Flora Farnese (1616).
(Beyer[1])
- (28) – Die Schöne Helena wird von Paris entführt, was den Trojanischen Krieg auslöst. Sie wehrt sich nicht ausdrücklich. Die kniende Gestalt, die Anker und Tauwerk hält [aus dieser Perspektive nicht erkennbar], deutet an, dass sich die beiden soeben einschiffen. Das Paket, auf das Paris steigt, weist darauf hin, dass mehr als nur die Frau geraubt wurde.
(Beyer[1])

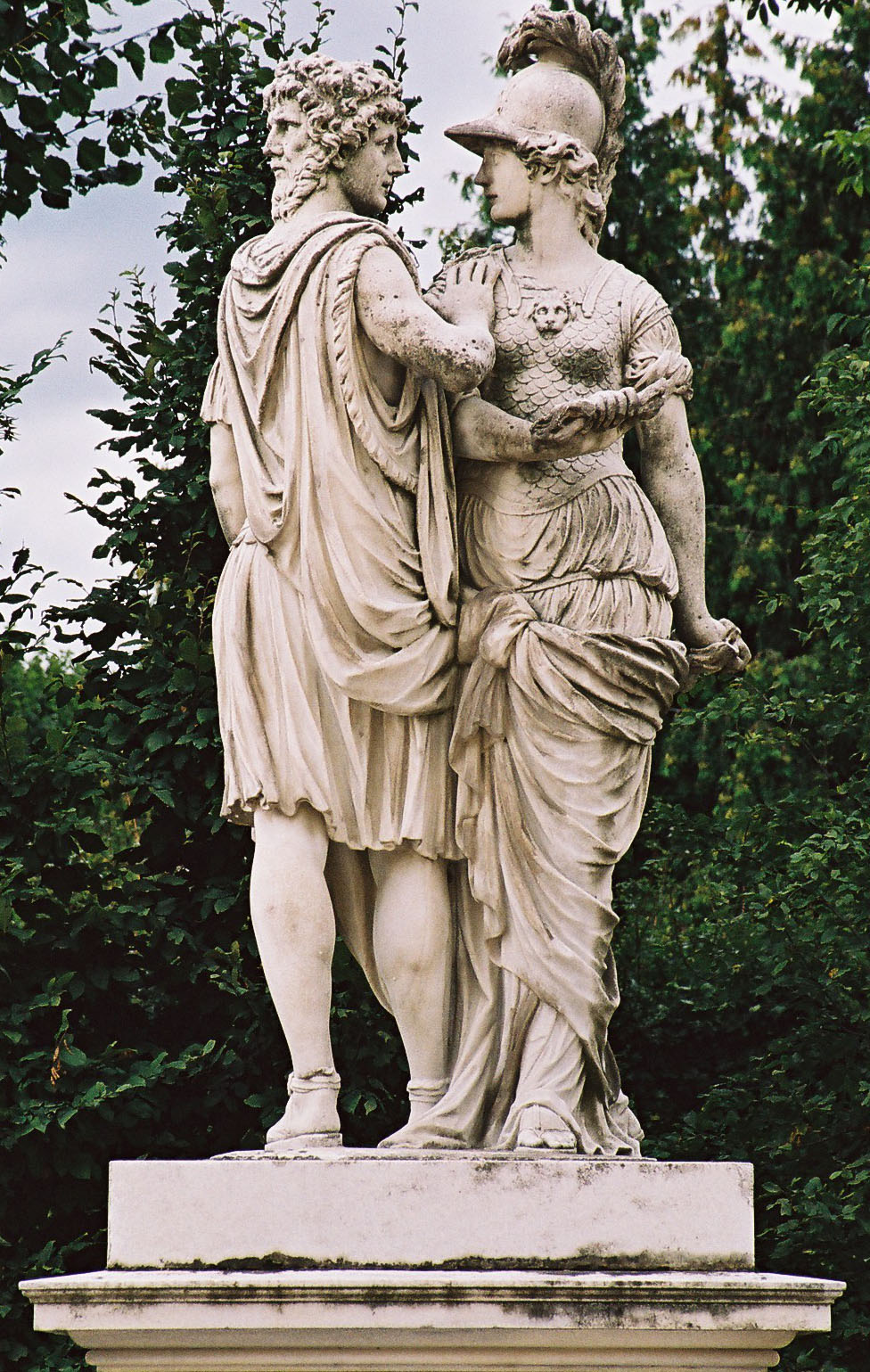
29 Janus und Bellona
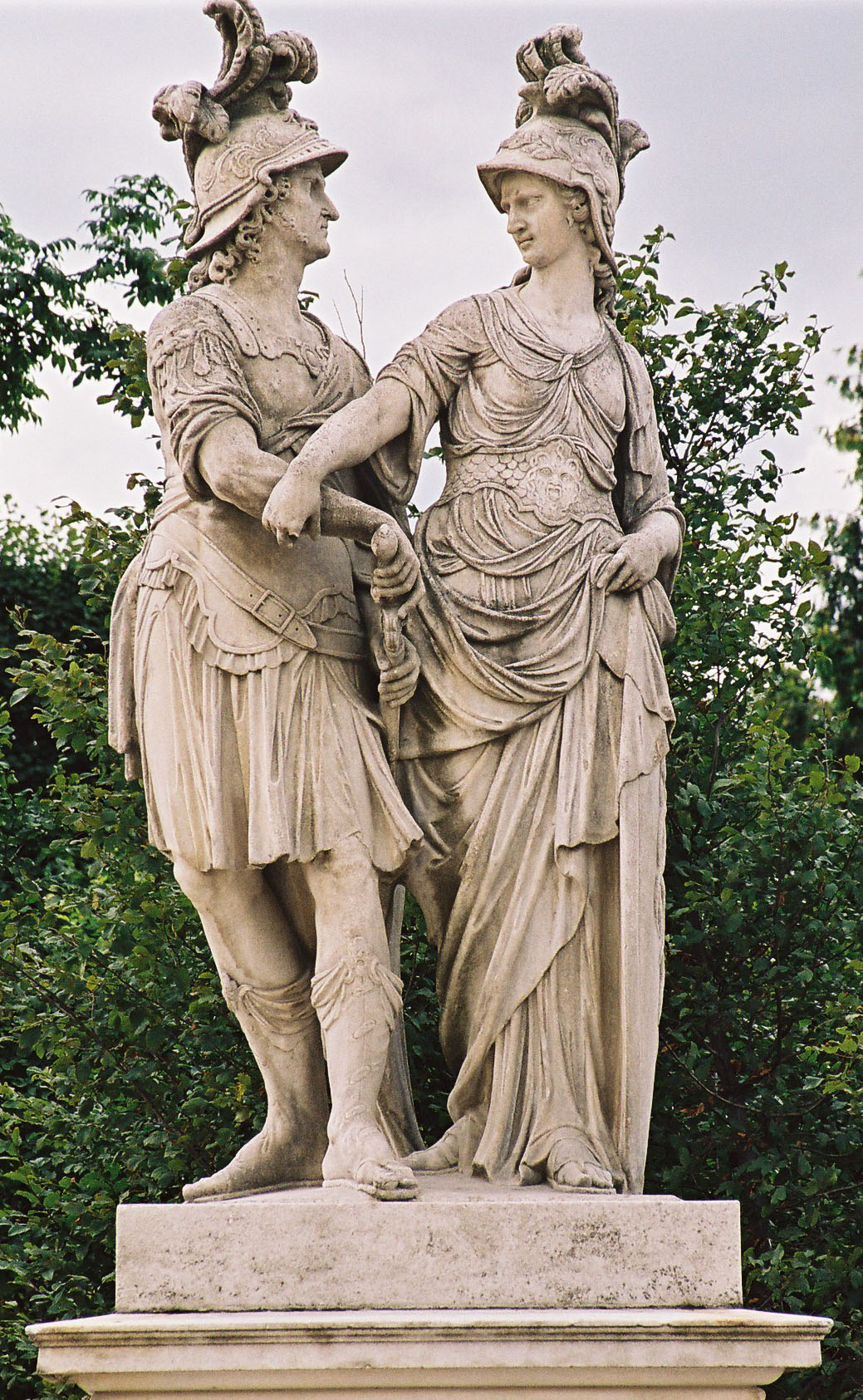
30 Mars und Minerva
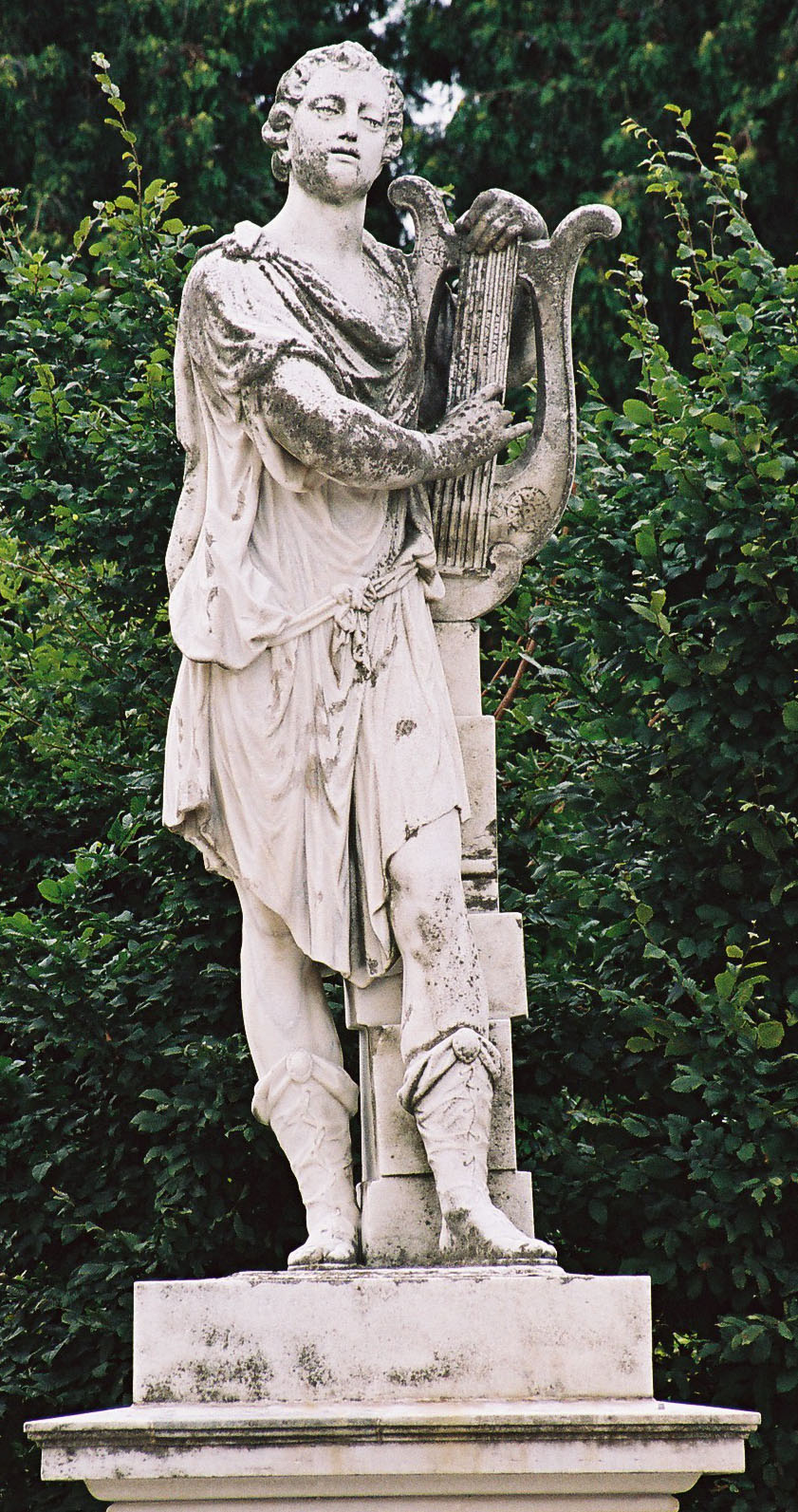
31 Amphion
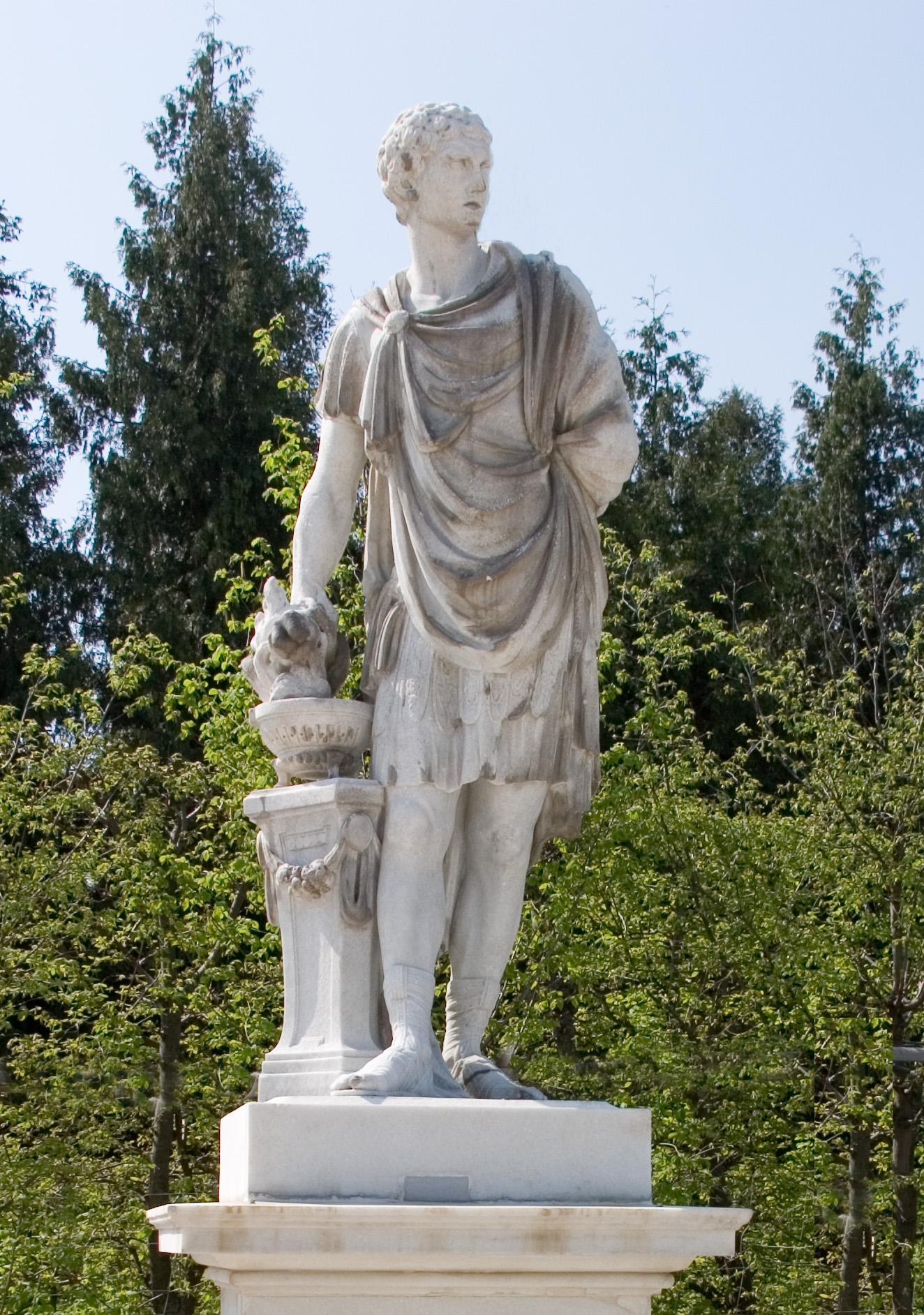
32 Gaius Mucius Scaevola

- (29) – Janus, der doppelgesichtige römische Gott des Anfangs und Endes, mit der Kriegsgöttin Bellona, die auch als Schwester, Gemahlin, Freundin oder Wagenlenkerin des Mars gilt. Der mit Blick auf Vergangenheit und Zukunft agierende Janus beschwichtigt die impulsive Bellona.
(Beyer[1])
- (30) – Der Kriegsgott Mars mit Minerva, ursprünglich Beschützerin von Handwerk und Gewerbe, später auch der Dichter und Lehrer. Dasselbe Thema wie (29): Minerva hindert Mars, das Schwert zu ziehen: Sie vertritt den wohlüberlegten Krieg, der zum Frieden führt.
(Königer[12])
- (31) – Amphion mit der Leier, durch deren Spiel sich beim Bau von Theben die Mauersteine [hinter ihm angedeutet] von selbst zusammenfügten.
(Hagenauer[4])
- (32) – Gaius Mucius Scaevola („Der Linkshänder“) soll 508 v. Chr. die Stadt Rom vor den Etruskern errettet haben, indem er nach einem missglückten Attentat auf den feindlichen König seine rechte Hand ins offene Feuer hielt und verbrennen ließ; dies und seine Ankündigung, es gebe dreihundert andere römische Jünglinge wie ihn, die seinen Plan ausführen könnten, beeindruckte den Etruskerkönig so sehr, dass er Mucius frei ließ und die Belagerung abbrach.
(Entwurf und Modell von Beyer,[1] Ausführung begonnen in Tirol von Boos,[15] beendet von Fischer,[16] jedoch mit erheblichen Abweichungen vom Modell.)

### Steinfiguren-Pendants
Als Ergänzung zur Mythologie

Steinfiguren Pedants

(2) – Kalliope, die mit der schönen Stimme, Muse der Künste und Wissenschaften

(31) – Amphion mit der Leier, durch deren Spiel sich beim Bau von Theben die Mauersteine (hinter ihm angedeutet) von selbst zusammenfügten.
(5) – Aeneas trägt seinen gelähmten Vater Anchises, dessen Linke die Hausgötter umfasst. An seiner Seite sein Sohn Julus, der später zum Stammvater der Julier werden sollte.

(15) – Paris, der Sohn des trojanischen Königs, als Hirte mit Hund, und mit dem goldenen Apfel, der Troja zum Verhängnis werden sollte.

(28) – Die schöne Helena wird von Paris entführt, was den Trojanischen Krieg auslöst. Sie wehrt sich nicht ausdrücklich.
Gleich neben der Entführung der schönen Helena, nicht ganz zufällig, die Kriegsgötter:
(29) – Janus, der doppelgesichtige römische Gott des Anfangs und Endes, mit der Kriegsgöttin Bellona, die auch als Schwester, Gemahlin, Freundin oder Wagenlenkerin des Mars gilt. Mit Blick auf Vergangenheit und Zukunft beschwichtigt Janus die impulsive Bellona.

(30) – Der Kriegsgott Mars mit Minerva, ursprünglich Beschützerin von Handwerk und Gewerbe, später auch der Dichter und Lehrer. Minerva hindert Mars, das Schwert zu ziehen: Sie vertritt den wohlüberlegten Krieg, der zum Frieden führt.
(9) – Königin Omphale, die Herakles als Sklaven gekauft hatte, trägt dessen Löwenfell und Keule, während er in verblendeter Liebe zu ihr Frauenarbeit verrichtet.

(24) – Herkules in einer ungewöhnlichen Fassung: Mit Spindel, Maske, Tamburin und Panflöte.
(10) – Dass diese Figur eine Vase mit Blumen trägt, zeigt, dass sie zum Gefolge der Frühlingsgöttin Flora gehört.

(11) – Bacchantin (Mänade) mit einer Schale voll Trauben auf dem Haupt. Ihre Linke ruht auf einem Dreifuß mit Ziegenköpfen, über dem ein Pantherfell hängt. Beide Tiere sind dem Bacchus geweiht und beziehen sich auf Tod und Wiedergeburt.

(22) – Priesterin der Ceres, auf dem Haupt einen Korb mit Früchten für die Göttin tragend.

(23) – Eine andere Priesterin der Ceres, ebenfalls mit Früchtekorb, um dessen Rand sich jedoch Schlangen winden (Symbol der Erneuerung).
(12) – Apoll, Gottheit des Lichts, des Frühlings und der sittlichen Reinheit, Herr des Orakels von Delphi, worauf Dreifuß und Schlange hinweisen. Die Leier deutet seine Stellung als Oberhaupt der Musen an, sein Lorbeerkranz bezieht sich auf seine Trauer um Daphne, die sich ihm entzog, indem sie sich in einen Lorbeerstrauch verwandelte.

(21) – Äskulap, ein Sohn Apollos auf der gegenüberliegenden Seite.

(13) – Hygieia, Tochter des Äskulap steht neben ihren Großvater Apoll.
(14) – Vestalin (jungfräuliche Priesterin der Göttin Vesta) mit Lampe (mit dem heiligen Feuer).

(19) – Priesterin in langem Kleid, eine Opferschale tragend.
(16) – Hannibal, der auch von den Römern bewunderte nahezu ebenbürtige Gegner, nach seiner größten und der letzten erfolgreichen seiner Schlachten, der Schlacht von Cannae.

(26) – Fabius Maximus, Diktator und Gegner von Hannibal, mit Beinamen „der Zauderer“. Der das römische Heer, durch sein Zaudern vor der Vernichtung bewahrte.
(7) – Jason (Führer der Argonauten) hilft mit Atalante, seine Tochter und Jungfrau aus Arkadien -

(17) – Meleanger (Argonaut) den wilden Eber der Jagdgöttin Diana, zu erlegen.

## Andere Teile

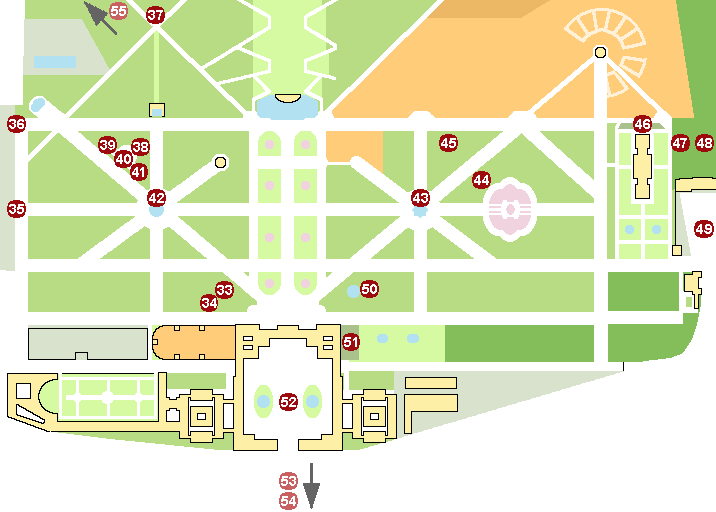
Orientierungsskizze: Weitere Figuren (33–55)

- Die Nummerierung der Figuren entspricht ab hier etwa einem Spaziergang durch den Park, wiederum beim Schloss und im östlichen Boskett beginnend. Der Weg führt zunächst im Uhrzeigersinn bis zum östlichen (runden) Najadenbrunnen, von dort weiter zum westlichen, dem Sternenbrunnen, wobei das Große Parterre überquert wird, ohne seine Statuen neuerlich zu würdigen.

- Neben den hier beschriebenen Objekten befinden sich im östlichen Teil des Parks insbesondere der Schöne Brunnen, die Ruine, die Kleine Gloriette, das Taubenhaus und die Meierei (heute ein Café und Restaurant). Im westlichen Boskett wären der Irrgarten und der Fächer gesonderter Behandlung würdig. Der Japanische Garten soll hier besprochen werden, da seine nach klassischen Regeln geschaffenen Steinformationen skulpturartigen Charakter haben. Auf einer Anhöhe befindet sich die Gloriette.

- Nach einem kurzen Abstecher vor das Hietzinger Tor kehrt der Spaziergänger, den Fischteich (50) streifend, zurück zum Hietzinger Kammergarten (51), um vielleicht auch noch die Brunnen des Ehrenhofs (52) sowie die Löwen und Sphingen des Vorplatzes zu bewundern (53, 54).

### Östliches Boskett

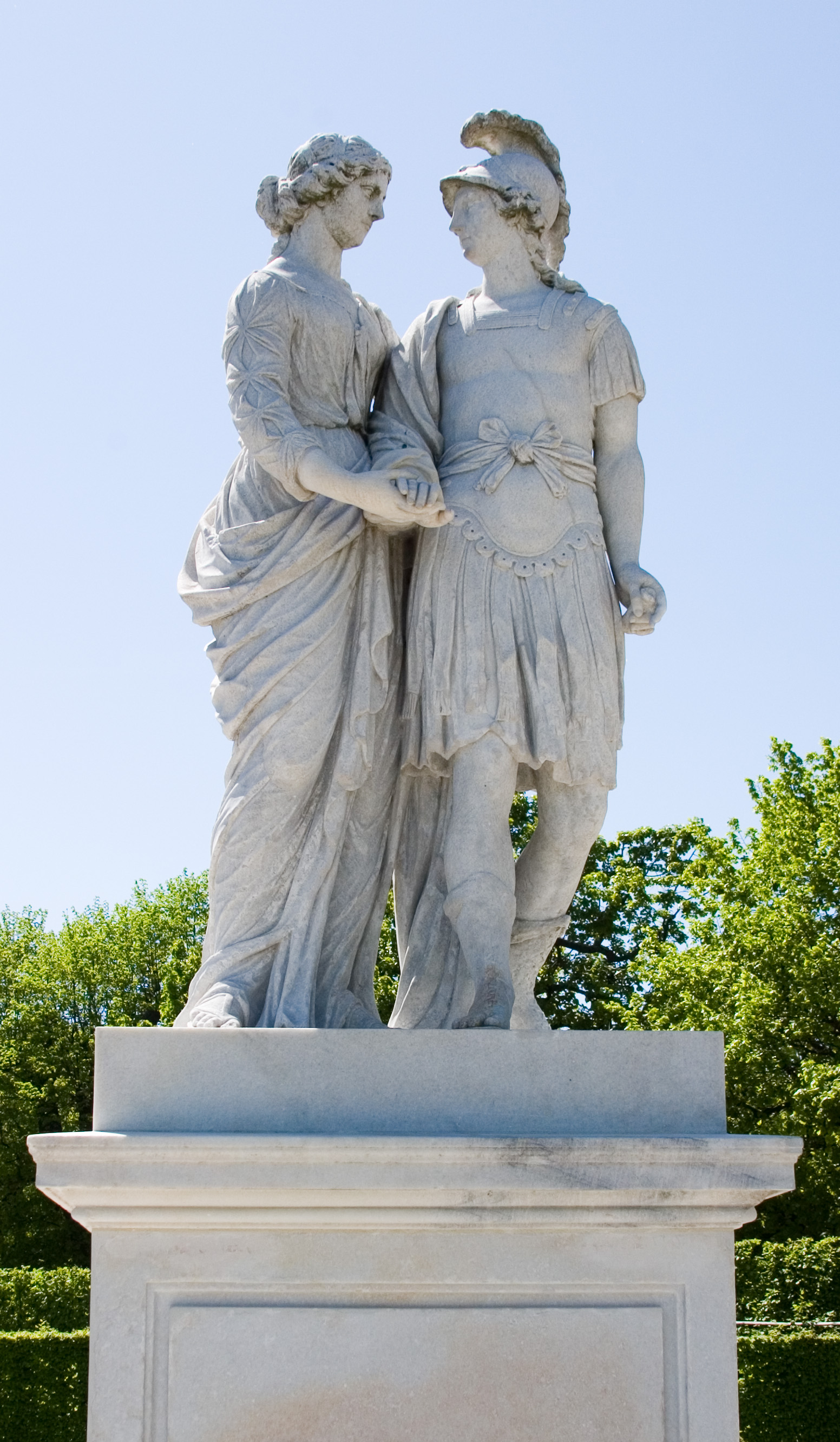
33 Alexander und Olympias
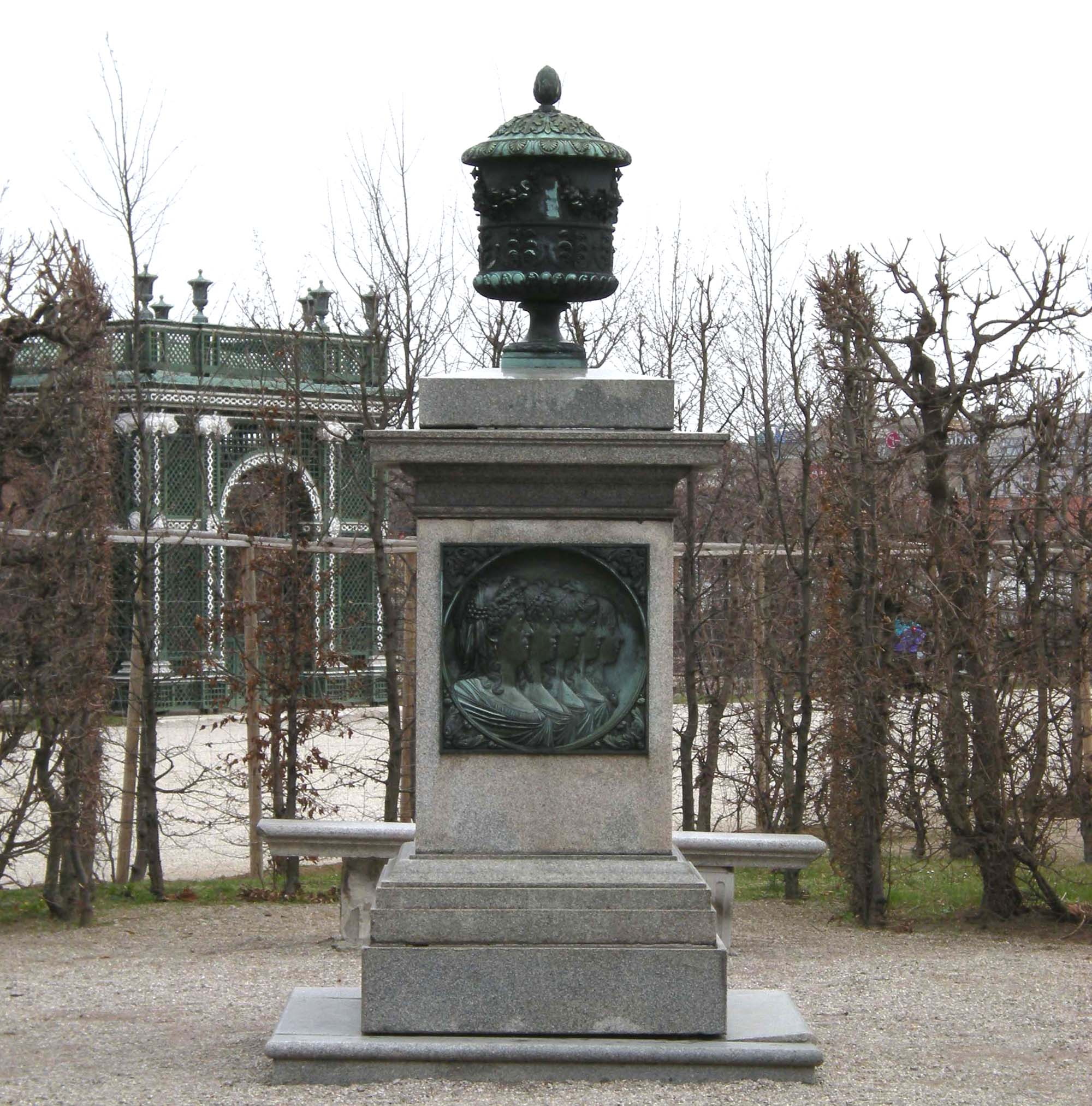
34 Familienmonument
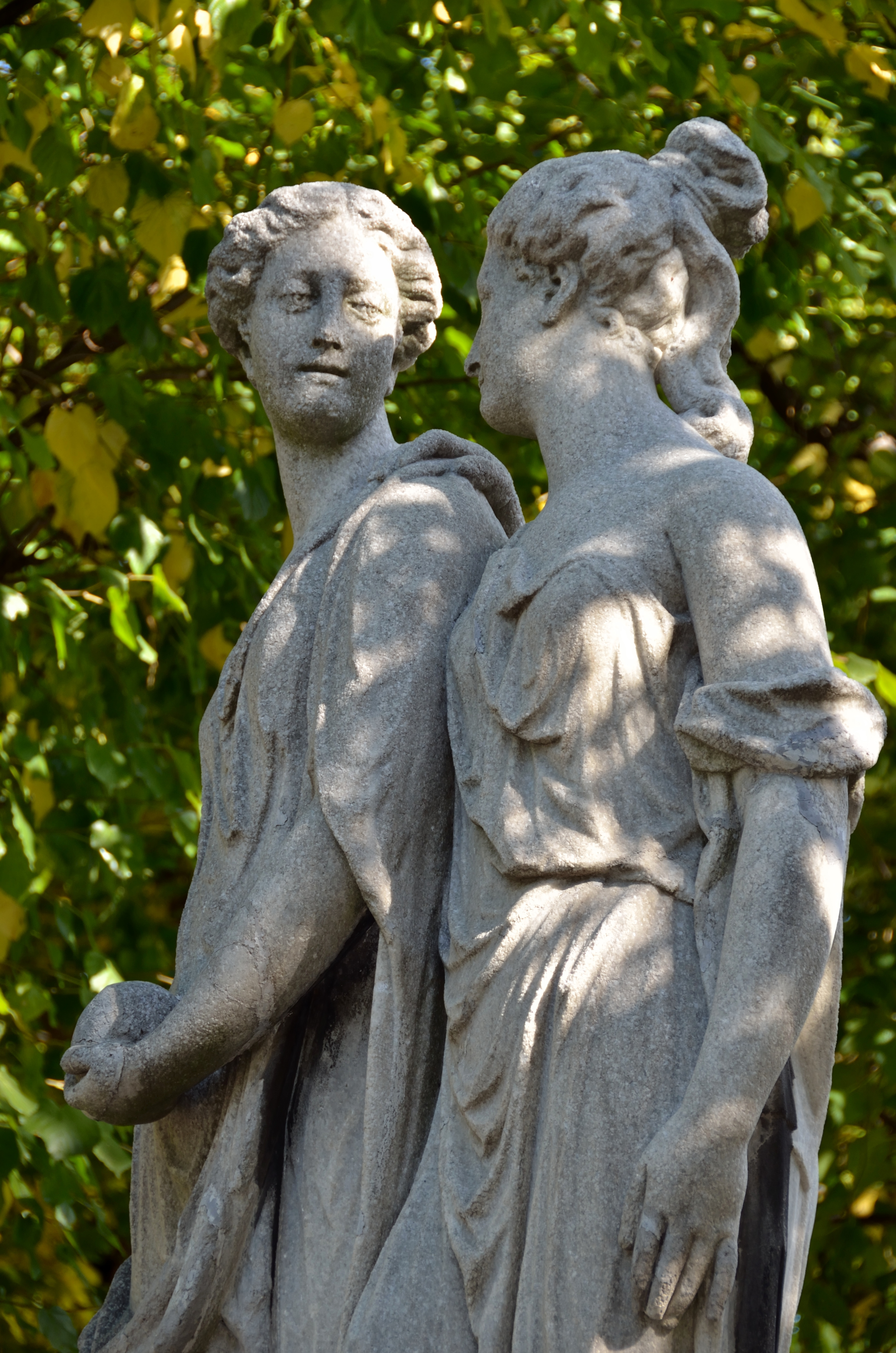
35 Hesperia und Arethusa
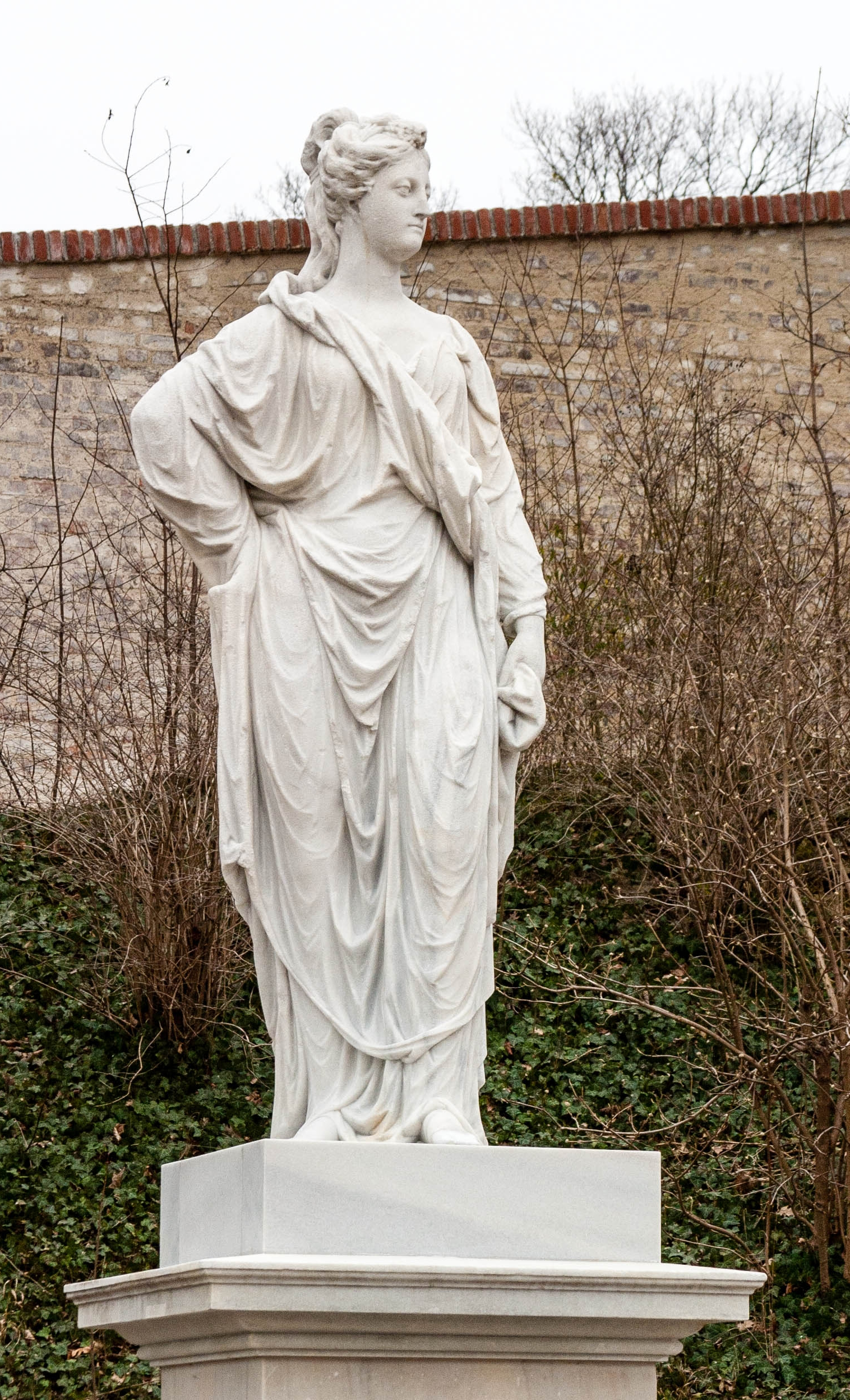
36 Römische Matrone

- (33) – Alexander und Olympias: Vor der Abreise gegen die Perser erfährt Alexander von seiner Mutter, Sohn des Jupiter zu sein. Die beiden Figuren werden seit 1800 als Porträts Josephs II. und seiner Gemahlin Isabella verstanden.
(Beyer[1])

- (34) – Das Familienmonument wurde von Königin Maria Carolina von Neapel-Sizilien, dem 13. Kind Maria Theresias, anlässlich ihres Wien-Aufenthalts 1802 bestellt. Das Medaillon auf der Vorderseite des von einer Bronzevase gekrönten Granitsockels zeigt gestaffelt die Königin und vier ihrer Kinder, nämlich Maria Christina, Maria Amalia, Maria Antonietta und Leopold. Die Tafel auf der Rückseite enthält die Widmung in Erinnerung ...an jede Freude der sorgenfreien Jugend... und deutet an, dass die Königin an dieser Stelle selbst ein Gärtchen gepflegt habe (rund um Alexander und Olympias bestanden noch im 19. Jahrhundert Gemüse- und Obstgärten der Kaiserkinder).
(Franz Thaler, ein Schüler Zauners[18])

- (35) – Hesperia und Arethusa: Den Hesperiden war von Hera der Baum mit den goldenen Äpfeln anvertraut worden, dessen Früchte nur die Götter genießen durften. Da die Schwestern aber gelegentlich Früchte für sich abgezweigt hatten, wurde auch noch der Drache Ladon als Bewacher davor gesetzt. Im 16. und bis ins 18. Jahrhundert galten Orangen als Äpfel der Hesperiden.
(Hagenauer[4])

- (36) – Römische Matrone: Frauenfigur in langem Gewand, ohne besondere Attribute.
(Hagenauer[4])

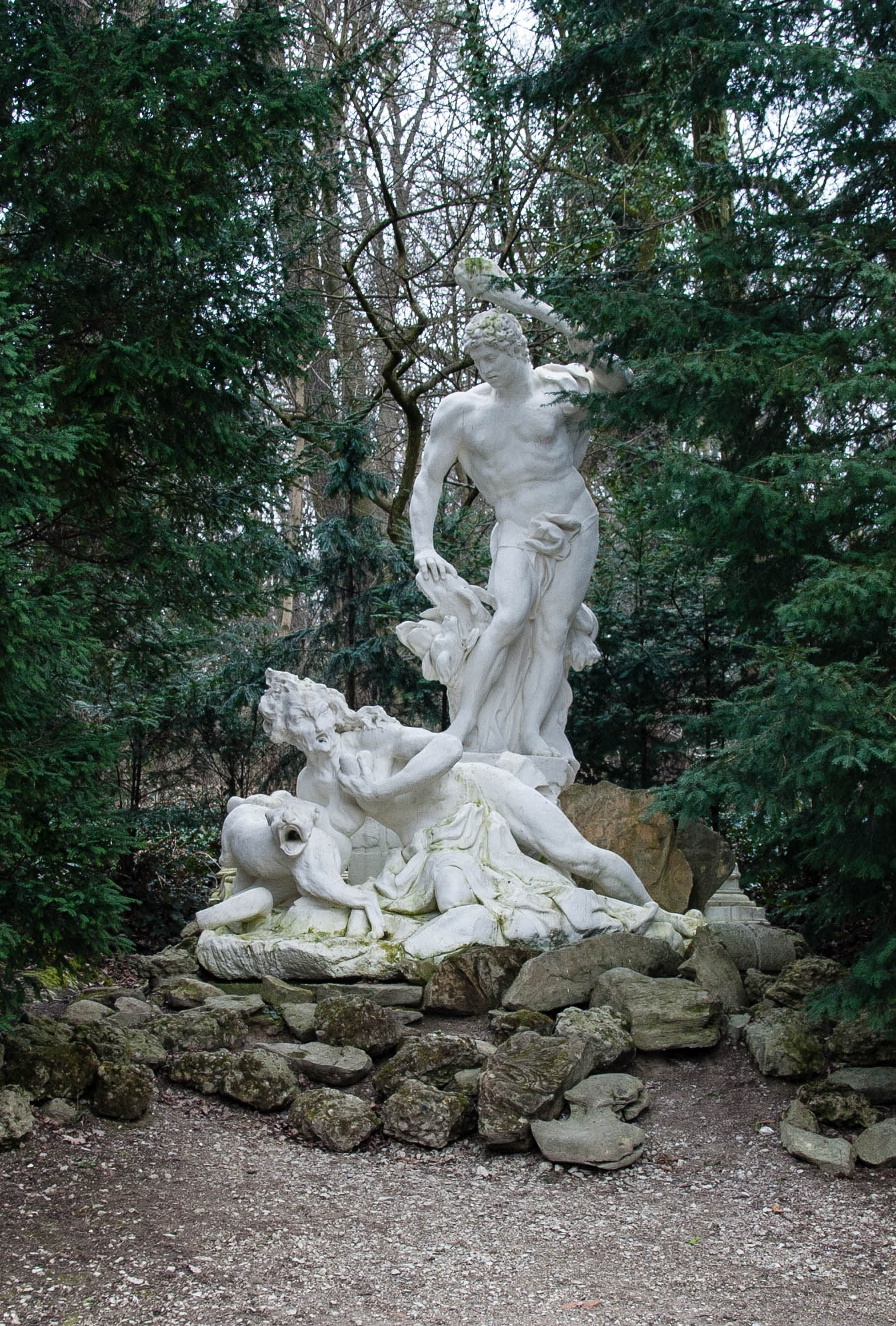
37 Herkules
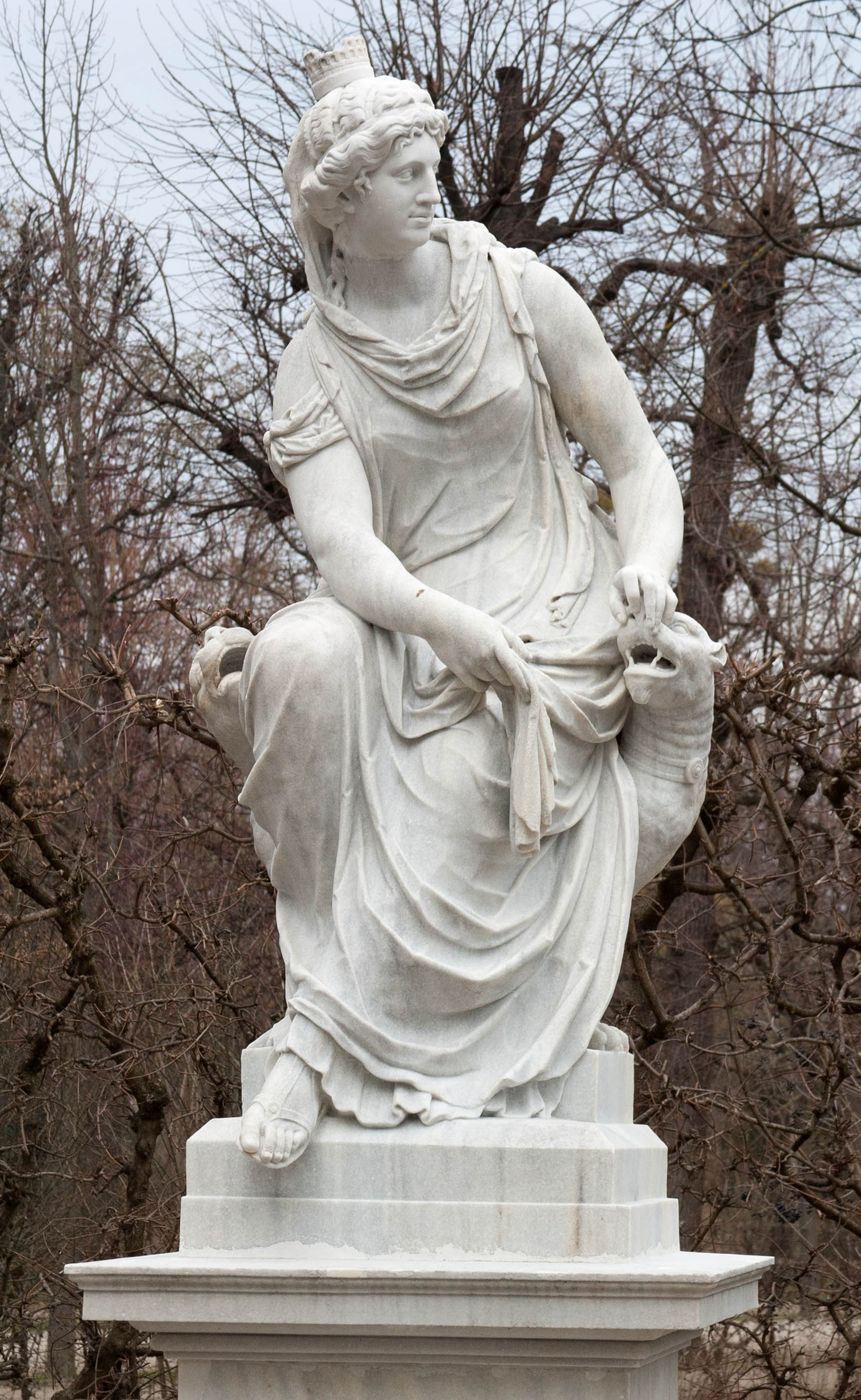
38 Rhea Kybele
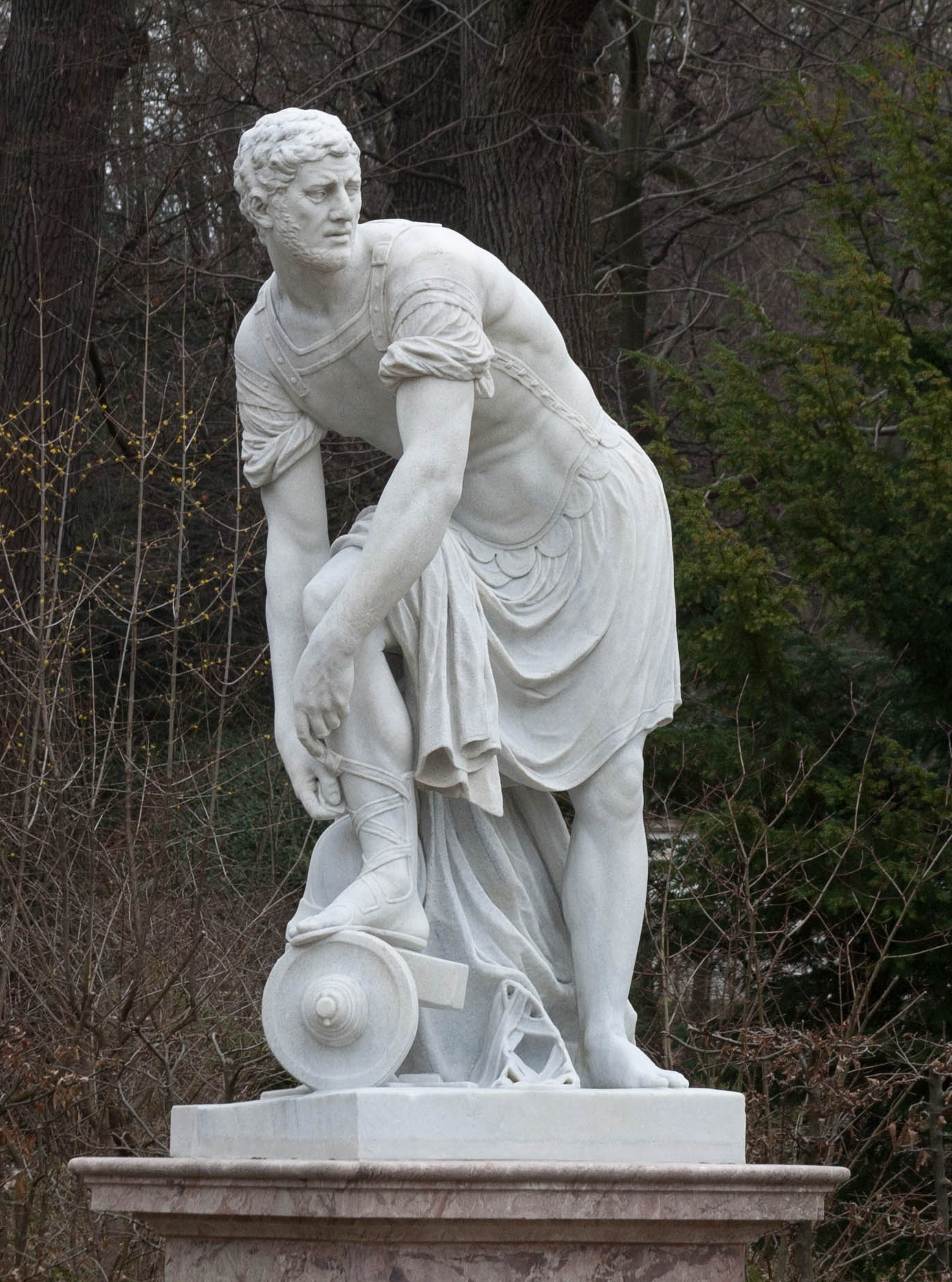
39 Cincinnaticus
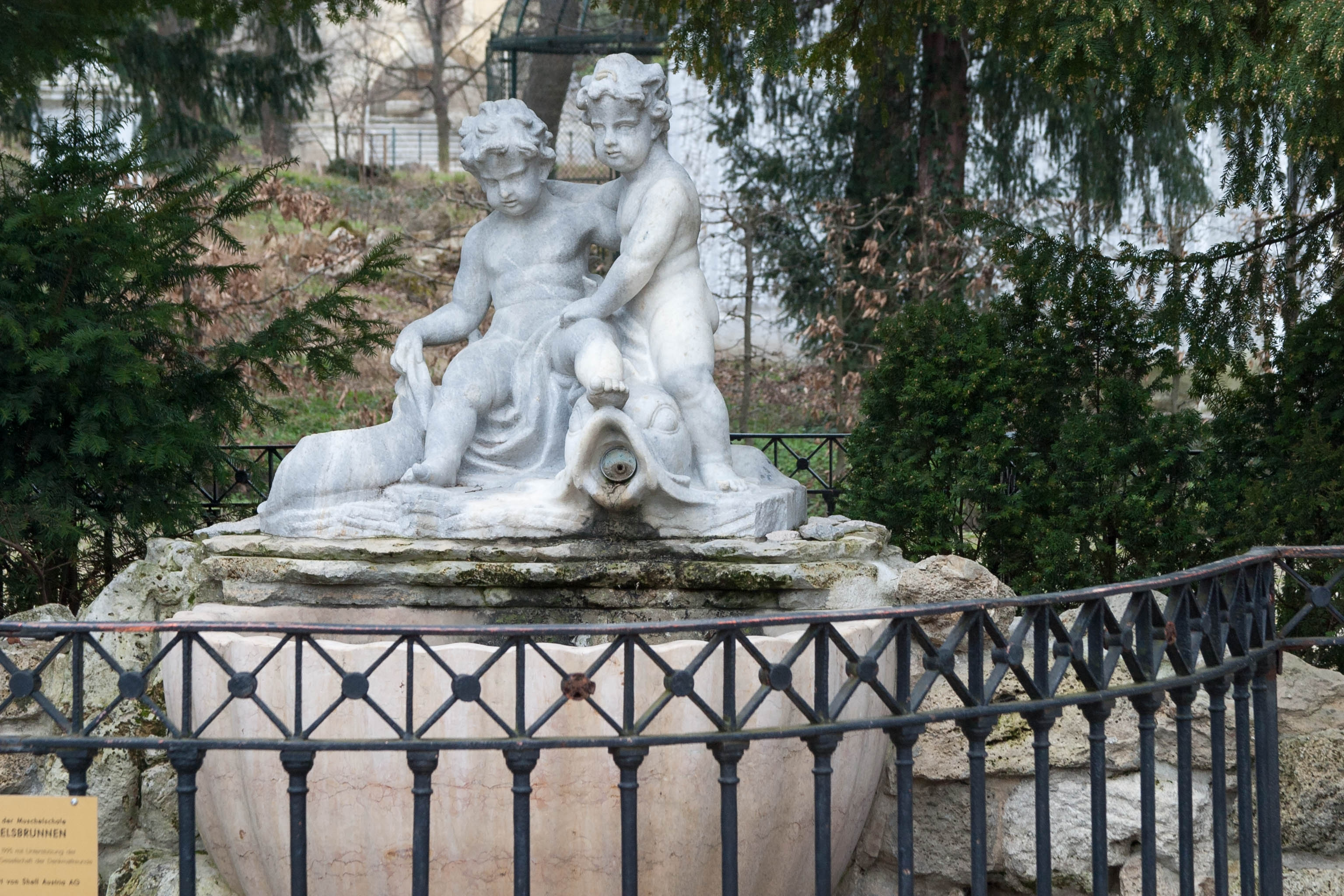
40 Engelsbrunnen

- (37) – Herakles, der mit dem dreiköpfigen Kerberos sowie den Verkörperungen von Neid und anderen Lastern kämpft (eine alte gehässige Frau, ein Hund und eine Schlange mit Hundekopf). Diese Figur wurde von Hohenberg bereits 1771 angekauft und in der Waldschneise aufgestellt, die auf die Ruine zuläuft und die in heute kaum noch erkennbare Terrassenstufen gegliedert ist. Pläne, eine Kaskade zu bauen, in welcher der tugendhafte Herkules gleichsam eine Sintflut auf das untergehende Karthago hinabschickt, wurden aber sowohl aus Geld- wie aus Wassermangel nicht umgesetzt.

- (38) – Die gegenüber dem Schönen Brunnen auf zwei Löwen thronende Rhea Kybele ist Schutzherrin des Aeneas. Ihr verdankt er unter anderem die unzerstörbaren Schiffe, mit denen er Italien erreicht – in diesem Zusammenhang ist sie auch Schutzherrin Roms.
(Beyer[1])

- (39) – Lucius Quinctius Cincinnatus verkörpert den idealen Diener des Staates: Er stellt den Fuß auf seinen Pflug, während er sich die Sandalen bindet, um unverzüglich den Boten des Senates zu folgen. Dieser hat ihn soeben zum Diktator erwählt.
(Beyer[1])

- (40) – Der Engelbrunnen stammt ebenfalls aus der Zeit 1773–1780, wurde jedoch 1949 restauriert, wobei die Köpfe der Putten und die Draperie verändert wurden. Im Zuge einer weiteren Restaurierung, 1994, wurde ein Becken aus rosa Marmor angefertigt. Es ersetzt das frühere schneckenförmige, jetzt im Foyer des Schlosses aufgestellte Becken aus rosa und weiß gesprenkeltem Kalkstein, das vermutlich von Schloss Neugebäude stammt.

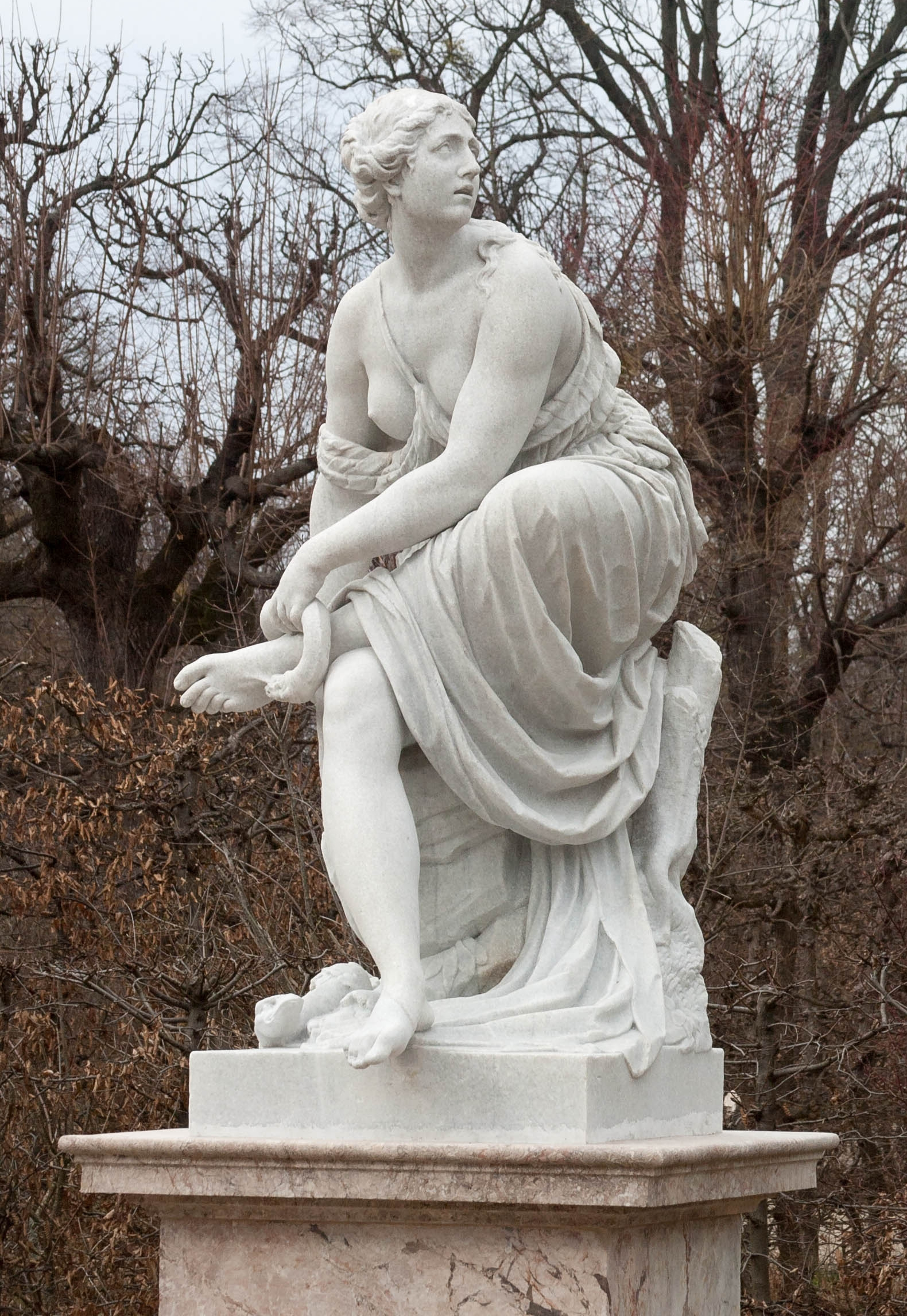
41 Euridyke

- (41) – Die verfolgte Eurydike blickt sich ängstlich um, während sie versucht, die giftige Schlange vom Fuß zu reißen, die ihr den Tod bringen wird.
(Entwurf von Beyer,[1] Ausführung: Pfaff[19])
- (42) – Östliches Najadenbecken (Rundbassin): Diese Najade sollte ursprünglich Neptun zu Füßen liegen – sie stammt aus dem Atelier Beyers[1] und war als eine der Figuren im Bassin des Neptunbrunnens vorgesehen – siehe diesen und (43). Der achtstrahlige Stern, dessen Mittelpunkt der Brunnen bildet, wird an den Einmündungen der Haupt- und Querachsen durch acht Steinvasen Hagenauers gesäumt.

### Westliches Boskett und Botanischer Garten

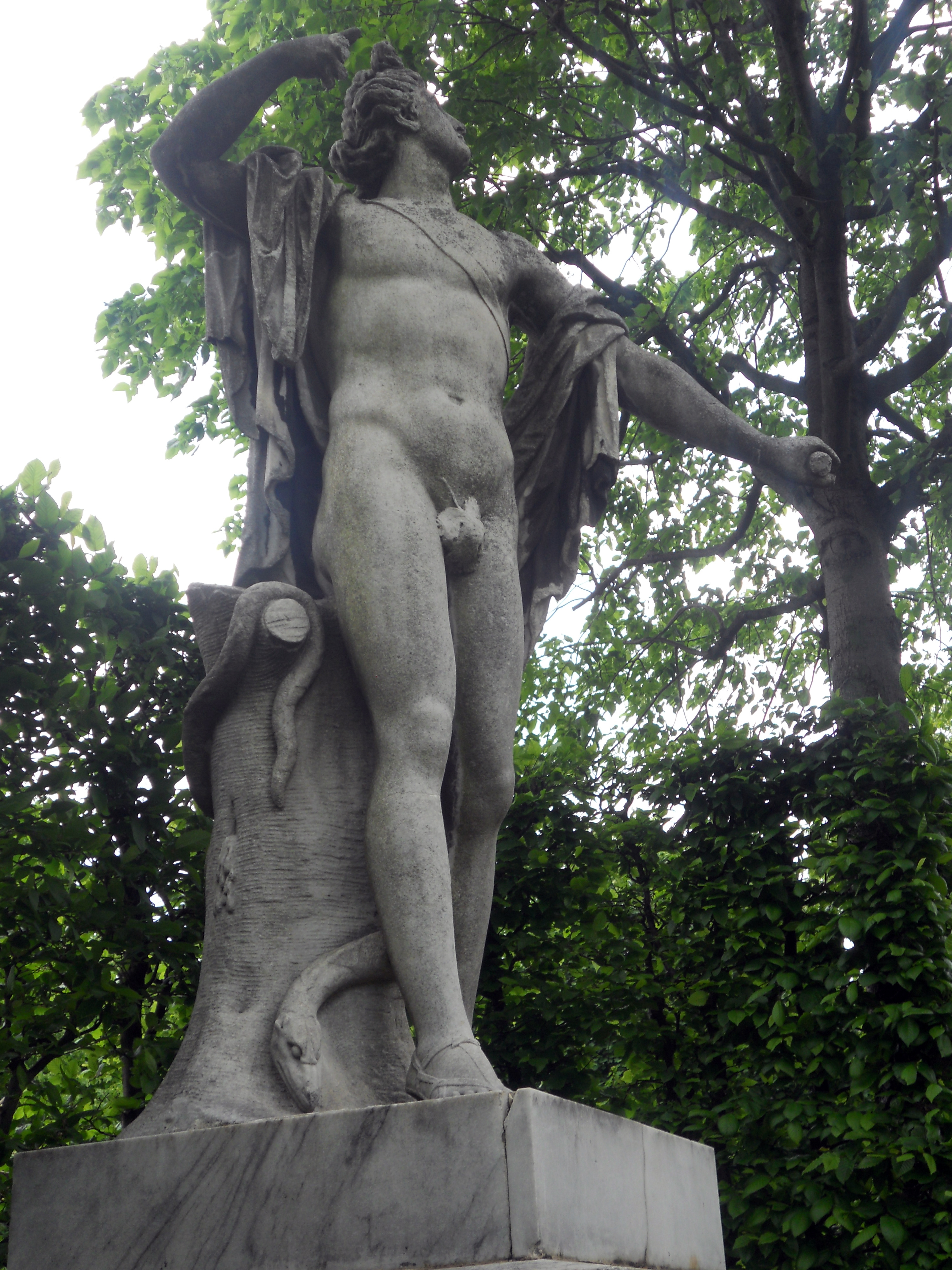
44 Apollo
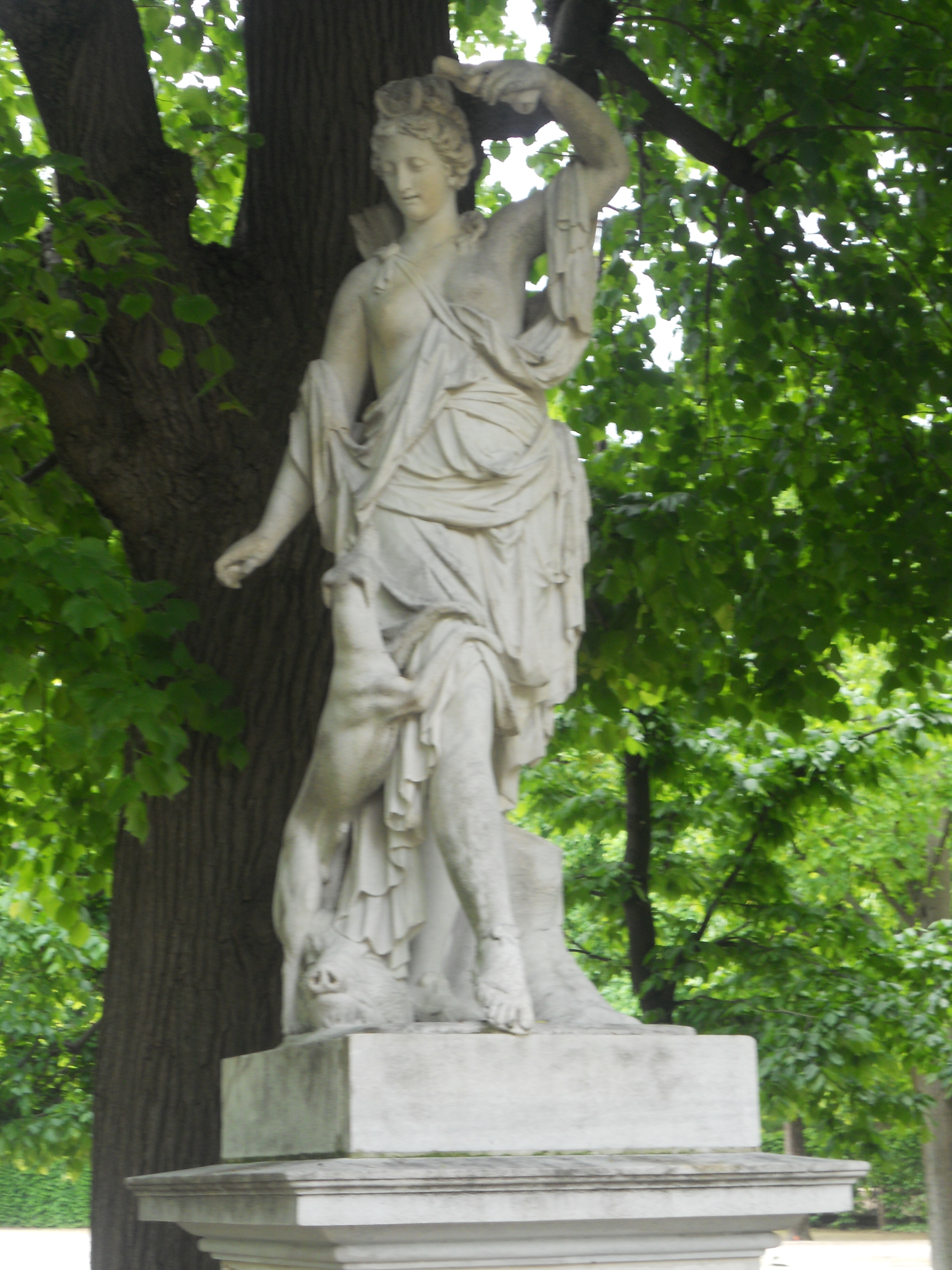
45 Diana
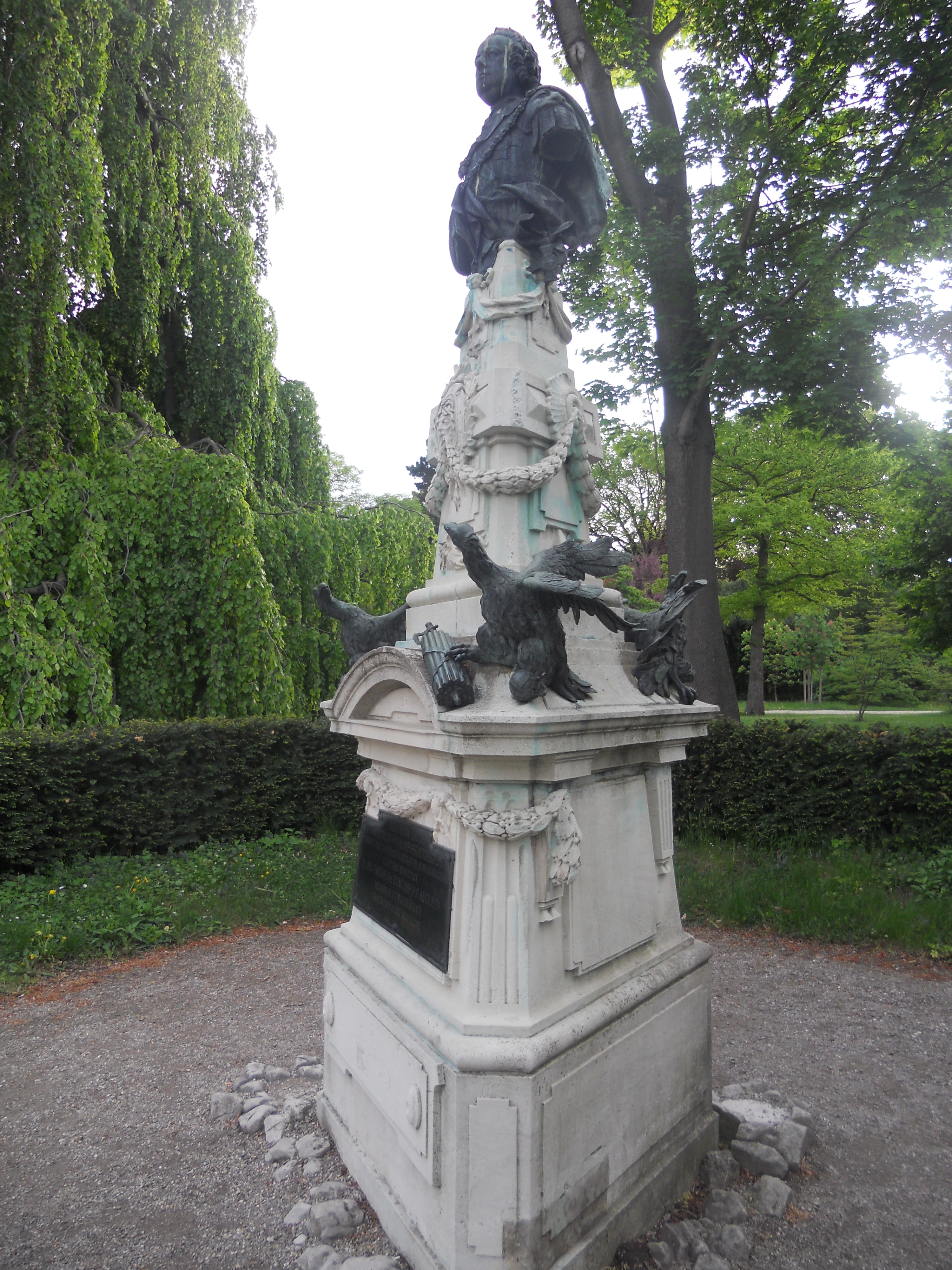
47 Kaiser Franz I. Stephan
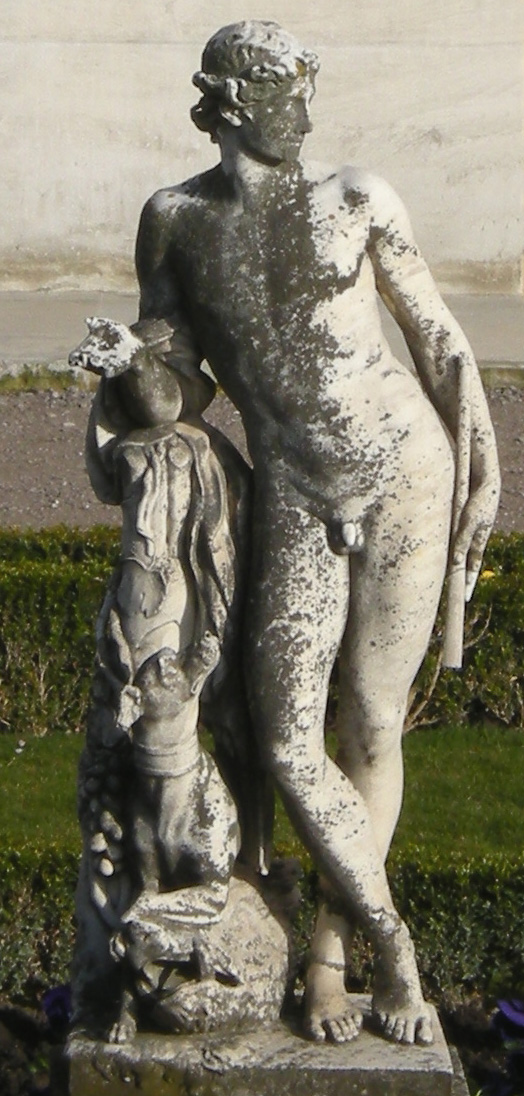
51 Meleager im Hietzinger Kammergarten

- (43) – Westliches Najadenbecken (Sternbassin): Das Becken stammt aus der Zeit um 1700 und ist auf dem Bild des Canaletto (Bellotto) von 1760 noch als Mittelpunkt der Großen Parterre dargestellt. Es wurde erst im Zuge der Umgestaltung hierher versetzt. Die Najade, wieder von Beyer,[1] ist das Gegenstück zu (42), die Steinvasen stammen wiederum von Hagenauer.

- (44) – Apollo und seine Zwillingsschwester Diana (45) repräsentieren Sonne und Mond oder Tag und Nacht und werden daher einander gerne gegenübergestellt. Die Stöckchen in der Hand beider Gestalten sollen Relikte eines Bogens darstellen und andeuten, dass es Abbilder bereits verfallener Statuen sind.
(Hagenauer[4])

- (46) – Japanischer Garten

- (47) – Das Denkmal für Franz Stephan von Lothringen wurde von Maria Theresia anlässlich seines Ablebens 1765 bei Moll bestellt und 1766 errichtet. Die Inschrift verweist darauf, dass ihr Gemahl an dieser Stelle Gärten, darunter den Botanischen Garten, anlegen ließ. Insignien Römischer und Deutscher Kaiser (Fasces, Feldzeichen, Zepter, Reichsapfel und Krone), die von den drei Adlern auf dem Sockel getragen wurden, sind verloren gegangen.
- (48) – Das Denkmal für Joseph II. stammt von Zauner[18] und ist ein um 1795 geschaffener verkleinerter Probeguss für dasjenige, das für den Josefsplatz bestellt war. Das eine Sockelrelief stellt den Kaiser dar, der Merkur befiehlt, die Fesseln des Handels (der auf einem Ballen sitzenden Frau) zu lösen. Das zweite Relief zeigt, wie der Kaiser (in Begleitung der Klugheit, dargestellt durch eine Schlange) durch einen Genius auf Europa hingewiesen wird (die durch das Pferd gekennzeichnet ist). Je vier Bronzemedaillons auf den vier Granitpfeilern, die das Denkmal säumen, beziehen sich auf bedeutende Leistungen des Kaisers.

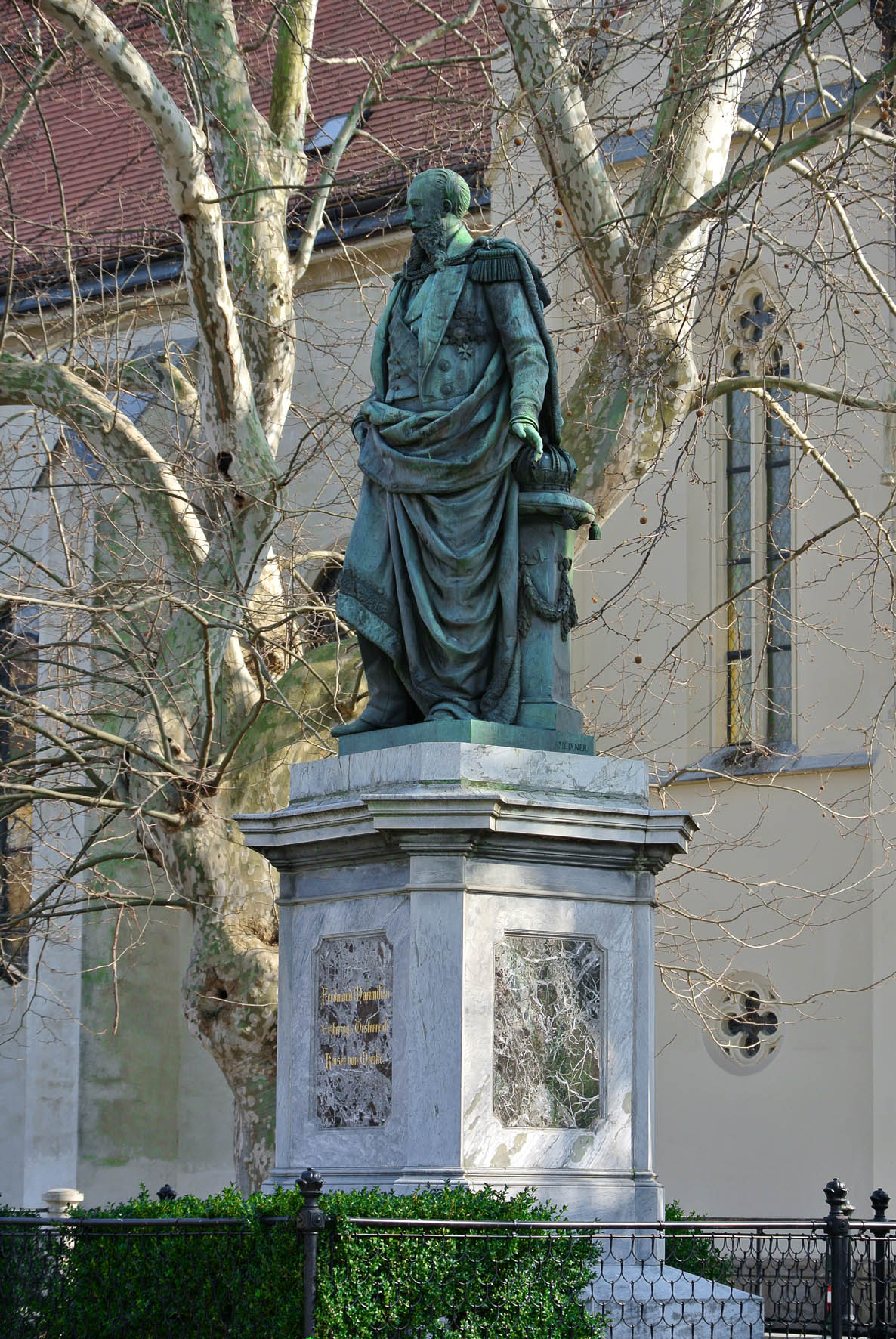
49 Kaiser Maximilian

- (49) – Denkmal für Kaiser Maximilian von Mexiko. Es befindet sich Hietzing – Am Platz, im Park neben der Hietzinger Pfarrkirche.

- (50) – Fischbassin: In diesem Becken wurden bereits im 18. Jahrhundert Goldfische gehalten. Zwei mit einem Fisch spielende marmorne Putti entsprechen dem Stil der Zeit, in der das Große Parterre neu gestaltet wurde.

- (51) – Hietzinger Kammergarten – Privatgarten Franz Josephs. Diana und Meleager, aus Carrara-Marmor, wurden wohl für Innenräume geschaffen. Die Statue des Meleager (eine Abwandlung von (17)) befand sich noch 1880 im Billardzimmer von Schloss Laxenburg, und von Diana wird Gleiches vermutet. Um 1900 kamen sie in den westlicheren Teil des Kammergartens; erst seit etwa 1960 stehen sie am heutigen Platz.
(Beyer[1])

### Ehrenhof, Vorplatz und Maria-Theresia-Tor
- (52) – Die Figurengruppen der Brunnen im Ehrenhof stammen aus 1776. Sie hätten zwei der vier Brunnen des großen Parterre schmücken sollen, die aber aus Wassermangel nicht errichtet bzw. in unfertigem Zustand wieder zugeschüttet wurden. Der westliche ist die erste größere Wiener Arbeit Franz Zauners.[18] Die drei Hauptfiguren stellen Donau, Inn und Enns dar. Zauner orientierte sich formal an den Gestalten des Donner-Brunnens. Die Figuren für den östlichen Brunnen hätte Zauner nicht innerhalb der geforderten Zeit von sieben Monaten fertigstellen können, daher wurde der Auftrag an Johann Baptist Hagenauer[4] vergeben. Dessen Figuren stellen Galizien, Lodomerien[20] und Siebenbürgen dar.

- (53) – Die Sphingen auf dem Vorplatz bewachten ursprünglich die Brücke über den Wienfluss, der erst 1900 im Zuge der Regulierung durch den weitläufigen Platz ersetzt wurde. Ihre Form ist typisch für die Zeit des Barock. Sandstein mit weißem Schutzanstrich, der gleichzeitig den Eindruck von Marmor hervorrufen sollte.
(Beyer[1])

- (54) – Die Löwen am Vorplatz, wie die Sphingen ausgeführt, standen ursprünglich als Brückenwächter am linken Ufer des Wienflusses.
(Beyer[1])

- (55) – Die Sphingen am Maria-Theresia-Tor liegen, dem Tor gegenüber, auf der anderen Seite der Tivolibrücke, welche die Grünbergstraße überquert, und damit im Bezirk Meidling.

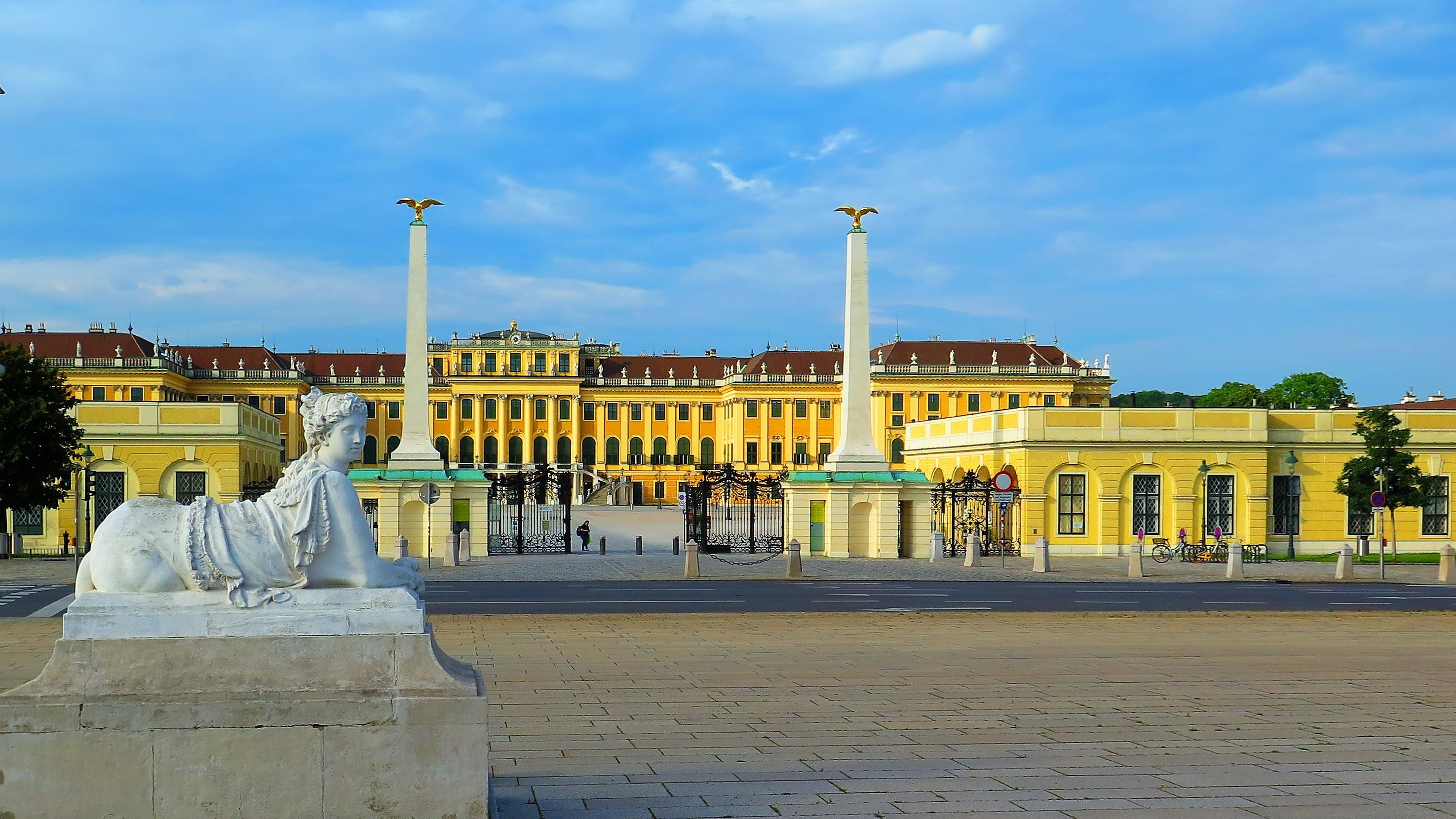
53 Schloss Schönbrunn Vorplatz mit Sphinx und Haupttor mit Obelisken.
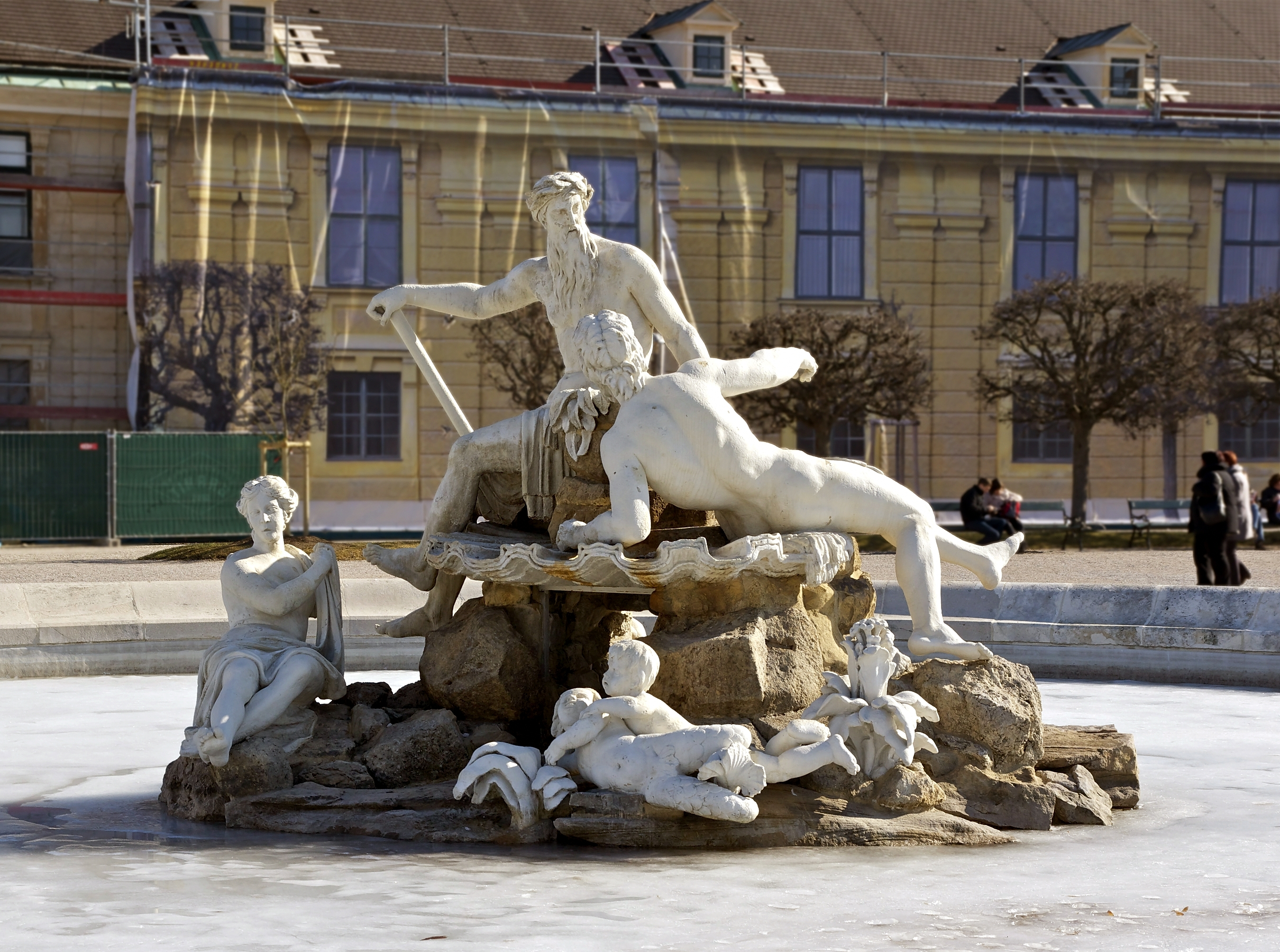
52 östliche Ehrenhof-Brunnenanlage: Galizien, Lodomerien und Siebenbürgen
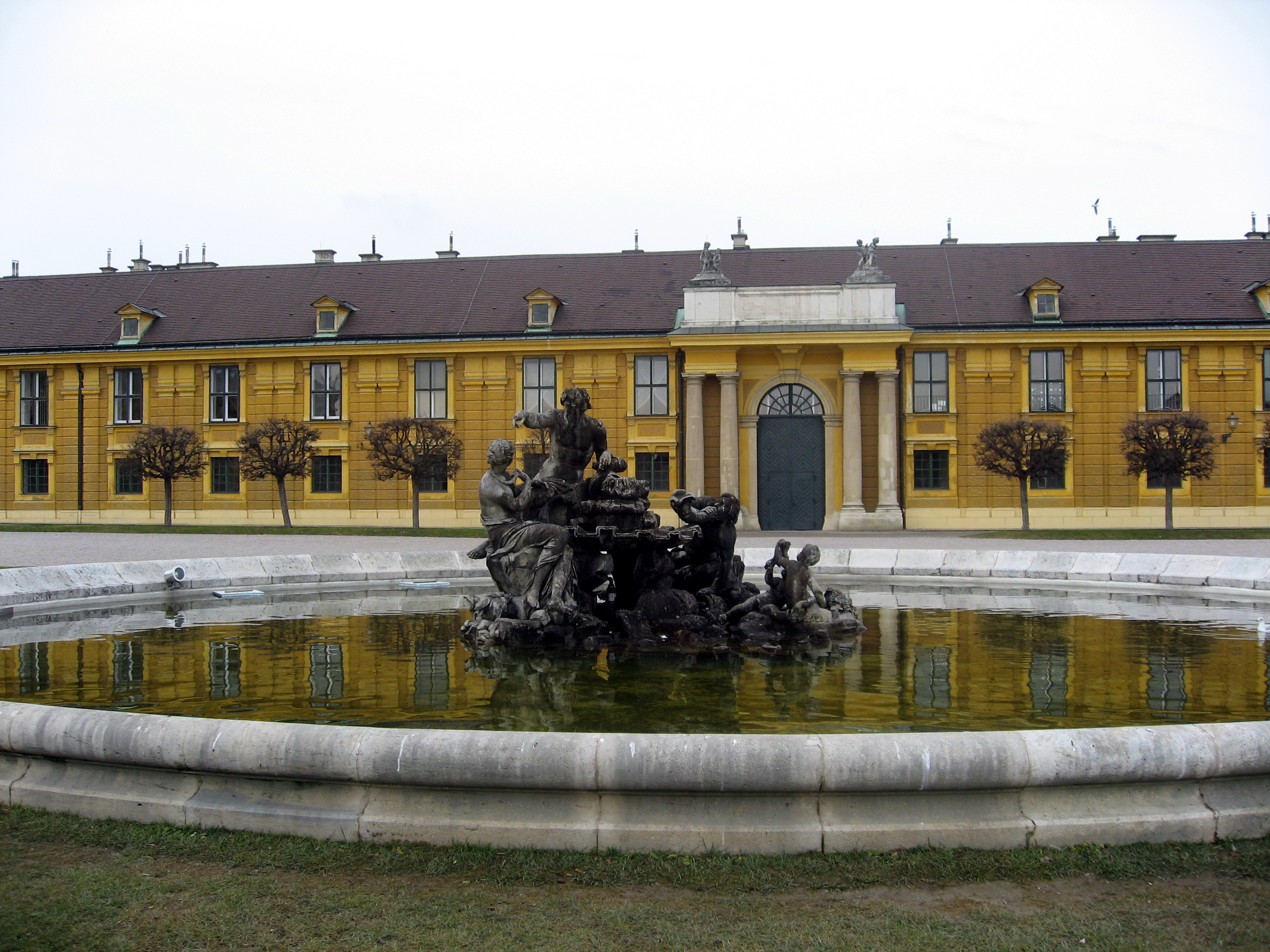
52 westliche Ehrenhof-Brunnenanlage: Donau, Inn und Enns

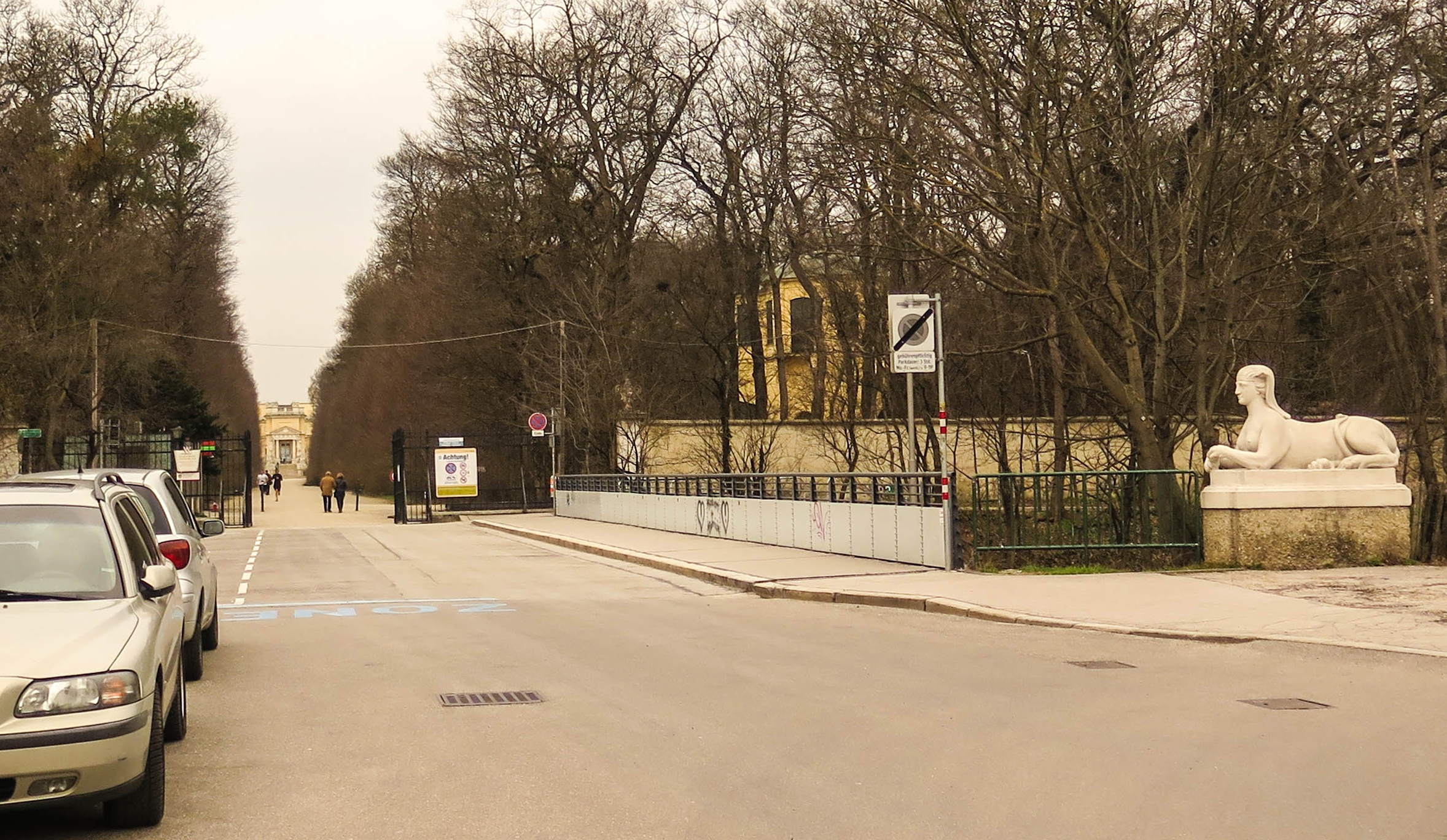
55 Maria-Theresien-Tor
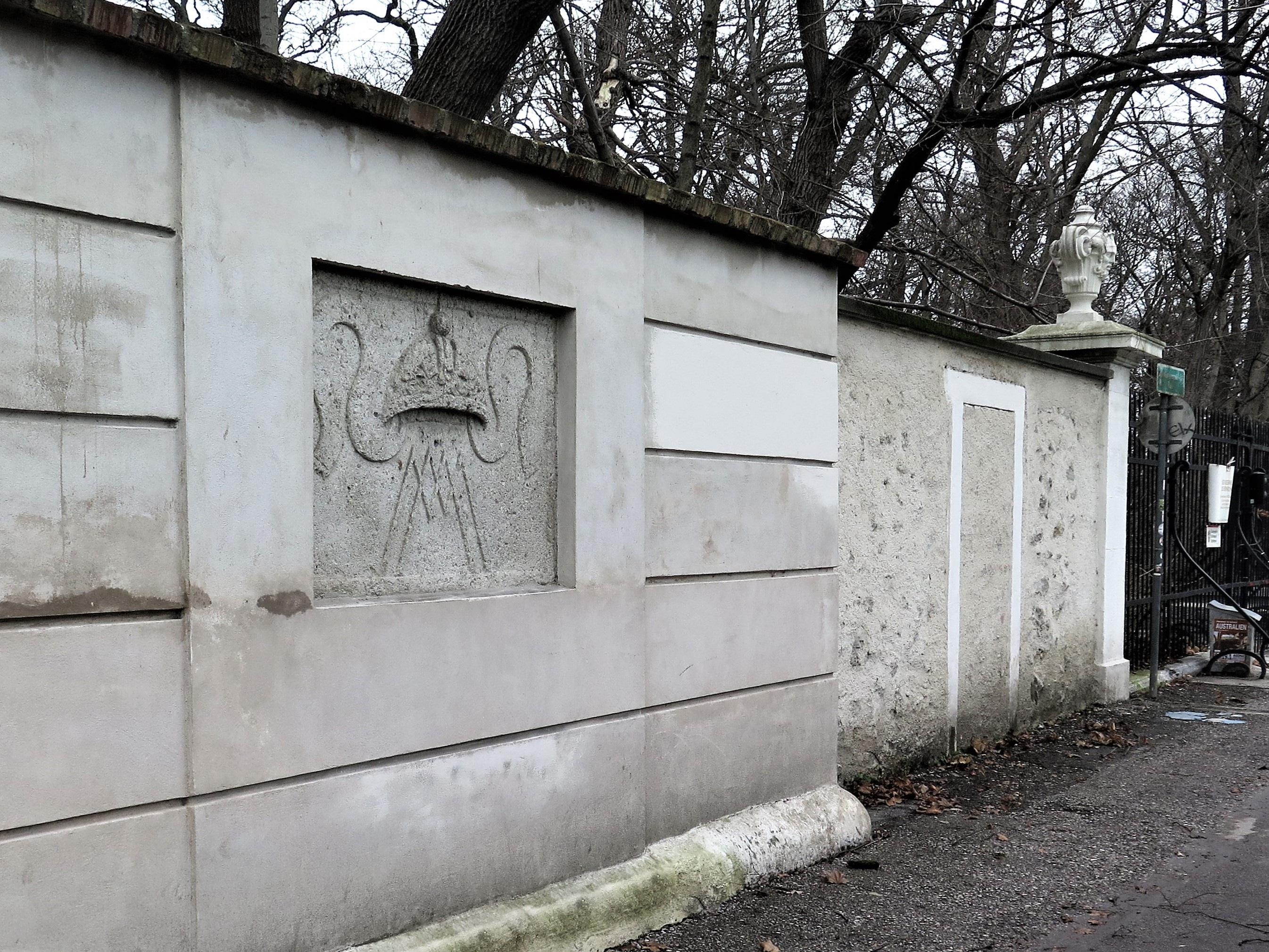
Inschriftenplatte mit Initialen MM
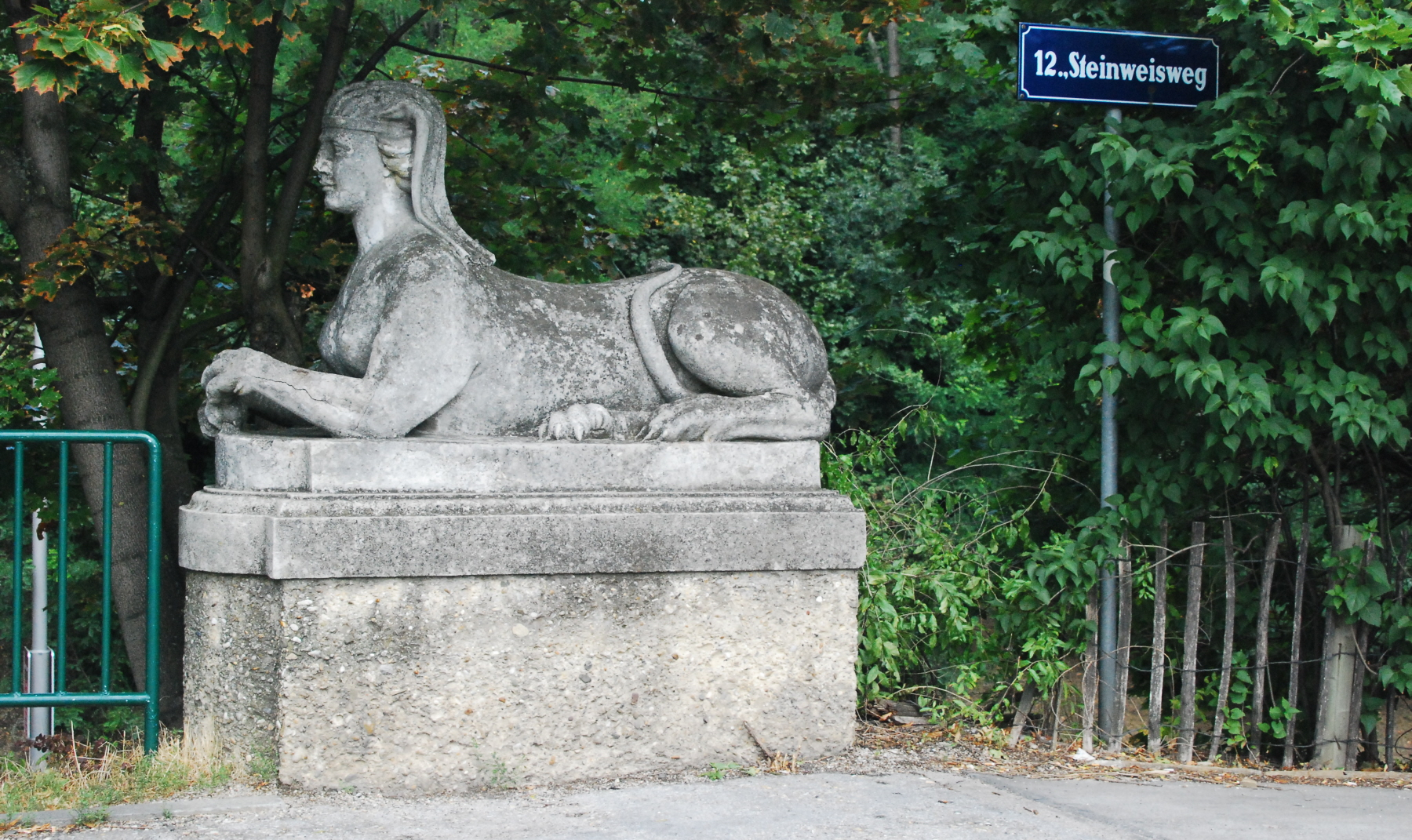
Sphinx beim Maria-Theresia-Tor

Die Inschriftenplatte mit Doppelinitialen MM und der Bügelkrone, in der Umfassungsmauer des Schlossparks, beim Maria-Theresien-Tor. Die Inschrift wurde eindeutig Kaiser Maximilian II. (1527–1576) zugewiesen.